# Liste der Stolpersteine in Trier
Die Liste der Stolpersteine in Trier enthält alle Stolpersteine, welche von Gunter Demnig in Trier verlegt wurden. Sie sollen an die Opfer des Nationalsozialismus erinnern, die in Trier ihren letzten bekannten Wohnsitz hatten, bevor sie deportiert, ermordet, vertrieben oder in den Suizid getrieben wurden.
Hinweis: Die Liste ist sortierbar. Durch Anklicken eines Spaltenkopfes wird die Liste nach dieser Spalte sortiert, zweimaliges Anklicken kehrt die Sortierung um. Durch das Anklicken zweier Spalten hintereinander lässt sich jede gewünschte Kombination erzielen.
Anklicken des Bildes vergrößert das Bild.

## Liste der Stolpersteine
| Adresse | Verlegedatum                               | NS-Opfer | NS-Opfer Inschrift | Bild | weitere Informationen |
| --- | ------------------------------------------ | --- | --- | --- | --- |
| Fröhlicherstraße 12 · Trier · Ehrang/Quint · | 28. Okt. 2008                              | Mathias Thesen Jg. 1891 | Hier wohnte Mathias Thesen Jg. 1891 verhaftet 1933 Sachsenhausen ermordet 11.10.1944 | | Patenschaft Ehranger-Heimat e. V. |
| Von-Pidoll-Straße 3 · Trier · Ehrang/Quint · | 20. Nov. 2010                              | Anna Dany Jg. 1920 | Hier wohnte Anna Dany Jg. 1920 eingewiesen 21.5.1937 Heilanstalt Andernach 'verlegt’ 25.4.1941 Heilanstalt Hadamar ermordet 1941 Aktion T4 | | Patenschaft Ehranger-Heimat e. V. |
| Kyllstraße 37 · Trier · Ehrang/Quint · | 6. Nov. 2017                               | Hilarius Feller Jg. 1889 | Hier wohnte Hilarius Feller Jg. 1889 eingewiesen Heilanstalt Trier Kloster Ebernach ‘verlegt‘ 6.5.1943 Lemberg-Kulparkow ermordet 26.6.1943 | | [ 3 ] |
| Schweringstraße 2 · Trier · Euren · | 23. Feb. 2007                              | Erna Lamberti | Hier wohnte Erna Lamberti Jg. 1917 Eingewiesen 1941 'Heilanstalt' Hadamar ermordet 25.4.1941 | | [ 4 ] |
| Herresthaler Straße 1 A · Trier · Euren · | 23. Feb. 2007                              | Matthias Enser Jg. 1909 | Hier wohnte Matthias Enser Jg. 1909 verhaftet 1943 KZ Natzweiler ermordet 9.2.1944 Buchenwald | | |
| Katherweg 8 · Trier · Euren · | 23. Feb. 2007                              | Matthias Lamberti Jg. 1892 | Hier wohnte Matthias Lamberti Jg. 1892 verhaftet 1941 KZ Flossenbürg ermordet 18.1.1942 | | |
| Eurener Straße 75 · Trier · Euren · | 18. Nov. 2012                              | Franz Gaber Jg. 1920 | Erschossen 21. Oktober 1944 Höltigbaum (Hamburg) Wehrmachtjustiz | Bild gesucht Die Wikipedia wünscht sich an dieser Stelle ein Bild vom Ort mit diesen Koordinaten 49.74517 6.614792 . Motiv: Stolperstein Franz Gaber Eurener Str. 75, Trier-Euren Falls du dabei helfen möchtest, erklärt die Anleitung , wie das geht. BW                                              | [ 5 ] [ 6 ] |
| Eurener Straße 75 · Trier · Euren · | 18. Nov. 2012                              | Heinrich Blang Jg. 1882 | Todesort 8. Oktober 1941 KZ Buchenwald | Bild gesucht Die Wikipedia wünscht sich an dieser Stelle ein Bild vom Ort mit diesen Koordinaten 49.74517 6.614792 . Motiv: Stolperstein Heinrich Blang Eurener Str. 75, Trier-Euren Falls du dabei helfen möchtest, erklärt die Anleitung , wie das geht. BW                                           | [ 5 ] [ 6 ] |
| Domänenstraße 31 · Trier · Kürenz · | 12. Feb. 2005                              | Salomon Reinhard | Hier wohnte Salomon Reinhard Jg. 1875 deportiert 1941 Buchenwald tot 7.4.1942 | | |
| Domänenstraße 31 · Trier · Kürenz · | 12. Feb. 2005                              | Else Reinhard | Hier wohnte Else Reinhard Jg. 1921 deportiert 1942 Auschwitz tot Juli 1944 | | |
| Domänenstraße 31 · Trier · Kürenz · | 12. Feb. 2005                              | Margarete Reinhard | Hier wohnte Magarete Reinhard geb. Heimann Jg. 1878 deportiert 1942 Auschwitz tot Juli 1944 | | |
| Domänenstraße 31 · Trier · Kürenz · | 12. Feb. 2005                              | Pauline Reinhard | Hier wohnte Pauline Reinhard Jg. 1872 deportiert 1942 Theresienstadt tot 9.9.1942 | | |
| Domänenstraße 31 · Trier · Kürenz · | 12. Feb. 2005                              | Moses Heimann | Hier wohnte Moses Heimann Jg. 1879 deportiert 1941 Chelmno ermordet 1.3.1942 | | |
| Nellstraße 17 · Trier · Kürenz · | 6. Apr. 2011                               | Maria Trierweiler | Hier wohnte Maria Trierweiler Jg. 1909 Eingewiesen 1938 'Heilanstalt' Andernach 1941 verlegt ermordet 1941 in Hadamar Aktion T4 | | |
| Brühlstraße 34 · Trier · Kürenz · | 22. Okt. 2011                              | Peter Michels | Hier wohnte Peter Michels Jg. 1907 ermordet 1941 in einer Heilanstalt | | |
| Neustraße 92 · Trier · | 22. Apr. 2015                              | Adele Kallmann | Hier wohnte Adele Kallmann Jg. 1930 deportiert 1943 Auschwitz ermordet 3.3.1943 | Bild gesucht Die Wikipedia wünscht sich an dieser Stelle ein Bild vom Ort mit diesen Koordinaten 49.752853 6.63888 . Motiv: Stolpersteine Neustraße 92, Trier Falls du dabei helfen möchtest, erklärt die Anleitung , wie das geht. BW                                                                  | |
| Neustraße 92 · Trier · | 22. Apr. 2015                              | Adolf Kallmann | Hier wohnte Adolf Kallmann Jg. 1891 deportiert 1943 Auschwitz ermordet 3.3.1943 | Bild gesucht Die Wikipedia wünscht sich an dieser Stelle ein Bild vom Ort mit diesen Koordinaten 49.752853 6.63888 . Motiv: Stolpersteine Neustraße 92, Trier Falls du dabei helfen möchtest, erklärt die Anleitung , wie das geht. BW                                                                  | |
| Neustraße 92 · Trier · | 22. Apr. 2015                              | Josef Arnold Kallmann | Hier wohnte Josef Arnold Kallmann Jg. 1926 deportiert 1943 Auschwitz ermordet 3.3.1943 | Bild gesucht Die Wikipedia wünscht sich an dieser Stelle ein Bild vom Ort mit diesen Koordinaten 49.752853 6.63888 . Motiv: Stolpersteine Neustraße 92, Trier Falls du dabei helfen möchtest, erklärt die Anleitung , wie das geht. BW                                                                  | |
| Neustraße 92 · Trier · | 22. Apr. 2015                              | Leopold Kallmann | Hier wohnte Leopold Kallmann Jg. 1933 deportiert 1943 Auschwitz ermordet 3.3.1943 | Bild gesucht Die Wikipedia wünscht sich an dieser Stelle ein Bild vom Ort mit diesen Koordinaten 49.752853 6.63888 . Motiv: Stolpersteine Neustraße 92, Trier Falls du dabei helfen möchtest, erklärt die Anleitung , wie das geht. BW                                                                  | |
| Neustraße 92 · Trier · | 22. Apr. 2015                              | Sophie Kallmann | Hier wohnte Sophie Kallmann geb. Baum Jg. 1899 deportiert 1943 Auschwitz ermordet 3.3.1943 | Bild gesucht Die Wikipedia wünscht sich an dieser Stelle ein Bild vom Ort mit diesen Koordinaten 49.752853 6.63888 . Motiv: Stolpersteine Neustraße 92, Trier Falls du dabei helfen möchtest, erklärt die Anleitung , wie das geht. BW                                                                  | |
| Wechselstraße 3 · Trier · | 30. Okt. 2006                              | Alfons Pfeil | Hier wohnte Alfons Pfeil Jg. 1927 deportiert 1940 ermordet 1943 in Auschwitz | | |
| Wechselstraße 3 · Trier · | 30. Okt. 2006                              | Louise Pfeil | Hier wohnte Louise U. Pfeil Jg. 1930 deportiert 1940 ermordet 1943 in Auschwitz | | |
| Wechselstraße 3 · Trier · | 30. Okt. 2006                              | Klemens Pfeil | Hier wohnte Klemens Pfeil Jg. 1924 deportiert 1940 Auschwitz ermordet 26.6.1943 | | |
| Fleischstraße 45 · Trier · | nach 2000                                  | Betty Wolff geb. Kaufmann Jg. 1896 | Hier wohnte Betty Wolff geb. Kaufmann Jg. 1896 deportiert 1943 Auschwitz ermordet 3.3.1943 | Bild gesucht Die Wikipedia wünscht sich an dieser Stelle ein Bild vom Ort mit diesen Koordinaten 49.754423 6.637008 . Motiv: Stolpersteine Fleischstraße 45, Trier Falls du dabei helfen möchtest, erklärt die Anleitung , wie das geht. BW                                                             | [ 7 ] [ 8 ] |
| Fleischstraße 45 · Trier · | nach 2000                                  | Leo Wolff Jg. 1897 | Hier wohnte Leo Wolff Jg. 1897 deportiert 1943 Auschwitz ermordet 3.3.1943 | Bild gesucht Die Wikipedia wünscht sich an dieser Stelle ein Bild vom Ort mit diesen Koordinaten 49.754423 6.637008 . Motiv: Stolpersteine Fleischstraße 45, Trier Falls du dabei helfen möchtest, erklärt die Anleitung , wie das geht. BW                                                             | [ 7 ] [ 8 ] |
| Johannisstraße 25 · Trier · | 18. Nov. 2012                              | Andreas Reuter Jg. 1900 | Hier wohnte Andreas Reuter Jg. 1900 eingewiesen 1934 'Heilanstalt Trier' 1939 verlegt Anstalt Galkhausen ermordet 1941 in Hadamar Aktion T4 | | Aktion T4 |
| Kuhnenstraße 12 · Trier · | 18. Nov. 2012                              | Anna Katharina Könen Jg. 1905 | Tod 1941 Hadamar „Heilanstalt“ (Krankenmord) | Bild gesucht Die Wikipedia wünscht sich an dieser Stelle ein Bild vom Ort mit diesen Koordinaten 49.750529 6.639267 . Motiv: Stolpersteine Kuhnenstraße 12, Trier Falls du dabei helfen möchtest, erklärt die Anleitung , wie das geht. BW                                                              | Aktion T4 |
| Hermesstraße 6 · Trier · | 18. Nov. 2012                              | Änne Krupski Jg. 1893 | Hier wohnte Änne Krupski geb. Schmidt JG. 1893 Eingewiesen 16.10.1941 Pflegeanstalt Freiburg ermordet 6.12.1941 | | Aktion T4 |
| Zuckerbergstr. 20 · Trier · | 13. Feb. 2006                              | Berta Bär | Tod 1941 Pflegeanstalt Freiburg | Bild gesucht Die Wikipedia wünscht sich an dieser Stelle ein Bild vom Ort mit diesen Koordinaten 49.754842 6.635758 . Motiv: Stolpersteine Zuckerbergstraße 20, Trier Falls du dabei helfen möchtest, erklärt die Anleitung , wie das geht. BW                                                          | |
| Zuckerbergstr. 20 · Trier · | 13. Feb. 2006                              | Julie Jacobs | | Bild gesucht Die Wikipedia wünscht sich an dieser Stelle ein Bild vom Ort mit diesen Koordinaten 49.754842 6.635758 . Motiv: Stolpersteine Zuckerbergstraße 20, Trier Falls du dabei helfen möchtest, erklärt die Anleitung , wie das geht. BW                                                          | |
| Zuckerbergstr. 20 · Trier · | 13. Feb. 2006                              | Nani Hess | | Bild gesucht Die Wikipedia wünscht sich an dieser Stelle ein Bild vom Ort mit diesen Koordinaten 49.754842 6.635758 . Motiv: Stolpersteine Zuckerbergstraße 20, Trier Falls du dabei helfen möchtest, erklärt die Anleitung , wie das geht. BW                                                          | |
| Dampfschiffstr. 6 · Trier · | 20. Nov. 2007                              | Bertha Cohen | | Bild gesucht Die Wikipedia wünscht sich an dieser Stelle ein Bild vom Ort mit diesen Koordinaten 49.752412 6.629783 . Motiv: Stolpersteine Dampfschiffstraße 6, Trier Falls du dabei helfen möchtest, erklärt die Anleitung , wie das geht. BW                                                          | |
| Zuckerbergstr. 16 · Trier · | 13. Feb. 2006                              | Hilde van Mentz Jg. 1909 | Hier wohnte Hilde van Mentz Jg. 1909 deportiert 1944 ermordet in Auschwitz | | |
| Zuckerbergstr. 16 · Trier · | 13. Feb. 2006                              | Efraim Schraub Jg. 1889 | Hier wohnte Efraim Schraub Jg. 1889 ausgewiesen 1940 Polen deportiert Majdanek ??? | | |
| Zuckerbergstr. 16 · Trier · | 13. Feb. 2006                              | Malwine Altmann Jg. 1881 | Hier wohnte Malwine Altmann geb. Weizc Jg. 1881 deportiert 1944 Auschwitz ermordet Juli 1944 | | |
| Zuckerbergstr. 16 · Trier · | 13. Feb. 2006                              | Dr. Adolf Altmann Jg. 1879 | Hier wohnte Adolf Altmann Jg. 1879 deportiert 1944 Auschwitz ermordet 1944 | | |
| Zuckerbergstr. 16 · Trier · | 13. Feb. 2006                              | Dr. Wilhelm Altmann Jg. 1915 | Hier wohnte Wilhelm Altmann Jg. 1915 deportiert 1944 ermordet in Auschwitz | | |
| Jesuitenstraße 13 · vor dem Priesterseminar · Trier ·                                                                                             | 30. Mai 2005                               | Jakob Anton Ziegler Jg 1893 | Hier wohnte Jakob Ziegler Jg. 1893 verhaftet KZ Dachau tot 12.5.1944 | | Priesterseminar Hundert Quadratzentimeter Erinnerung |
| Jesuitenstraße 13 · vor dem Priesterseminar · Trier ·                                                                                             | 30. Mai 2005                               | Peter Schlicker Jg 1909 | Hier wohnte Peter Schlicker Jg. 1909 verhaftet KZ Dachau tot 19.4.1945 Folgen der Haft | | Priesterseminar Hundert Quadratzentimeter Erinnerung |
| Jesuitenstraße 13 · vor dem Priesterseminar · Trier ·                                                                                             | 30. Mai 2005                               | Wilhelm Caroli Jg 1895 | Hier wohnte Wilhelm Caroli Jg. 1895 verhaftet KZ Dachau tot 23.8.1942 | | Priesterseminar Hundert Quadratzentimeter Erinnerung |
| Jesuitenstraße 13 · vor dem Priesterseminar · Trier ·                                                                                             | 30. Mai 2005                               | Johannes Ries Jg. 1887 | Hier wohnte Johannes Ries Jg. 1887 verhaftet KZ Dachau tot 4.1.1945 | | Priesterseminar Hundert Quadratzentimeter Erinnerung |
| Jesuitenstraße 13 · vor dem Priesterseminar · Trier ·                                                                                             | 30. Mai 2005                               | Johannes Schulz Jg. 1884 | Hier wohnte Johannes Schulz Jg. 1884 verhaftet KZ Dachau tot 19.8.1942 | | Priesterseminar Hundert Quadratzentimeter Erinnerung |
| Jesuitenstraße 13 · vor dem Priesterseminar · Trier ·                                                                                             | 30. Mai 2005                               | Josef Zilliken Jg 1872 | Hier wohnte Josef Zilliken Jg. 1872 deportiert 1940 KZ Buchenwald tot 3.10.1943 | | Priesterseminar Hundert Quadratzentimeter Erinnerung |
| Jesuitenstraße 13 · vor dem Priesterseminar · Trier ·                                                                                             | 30. Mai 2005                               | Joseph Bechtel Jg 1873 | Hier wohnte Joseph Bechtel Jg. 1879 verhaftet KZ Dachau tot 12.8.1942 Folgen der Haft | | Priesterseminar Hundert Quadratzentimeter Erinnerung |
| Jesuitenstraße 13 · Trier · vor dem Tor · zum Hof ·                                                                                               | 22. Feb. 2014                              | | 1858 - 1945 KÖNIGLICHES FRIEDRICH-WILHELM- GYMNASIUM TRIER | | Kopfstein der Gruppe Elf Steine für jüdische Abiturienten des Friedrich-Wilhelm-Gymnasiums |
| Jesuitenstraße 13 · Trier · vor dem Tor · zum Hof ·                                                                                               | 22. Feb. 2014                              | Dr. Alexander Wolf Jg 1880 | Hier lernte Dr. Alexander Wolf Jg. 1880 Berufsverbot 1933 deportiert 1942 Theresienstadt tot 6.11.1942 | | |
| Jesuitenstraße 13 · Trier · vor dem Tor · zum Hof ·                                                                                               | 22. Feb. 2014                              | Dr. Ernst Isay Jg 1880 | Hier lernte Dr. Ernst Isay Jg. 1880 Berufsverbot 1933 Flucht 1940 Brasilien tot 17.7.1943 | | Ernst Isay (geboren 4. August 1880 in Trier, gestorben 17. Juli 1943 in São Paulo) war ein deutscher Jurist. |
| Jesuitenstraße 13 · Trier · vor dem Tor · zum Hof ·                                                                                               | 22. Feb. 2014                              | Dr. Ernst Mayer Jg 1874 | Hier lernte Dr. Ernst Mayer Jg. 1874 Berufsverbot 1933 deportiert 1942 Theresienstadt 1944 Auschwitz ermordet 1944 | | |
| Jesuitenstraße 13 · Trier · vor dem Tor · zum Hof ·                                                                                               | 22. Feb. 2014                              | Dr. Hermann Wolff Jg 1869 | Hier lernte Dr. Hermann Wolff Jg. 1869 Berufsverbot 1933 Flucht 1935 Frankreich versteckt gelebt tot 30.5.1942 bei Bombenangriff | | |
| Jesuitenstraße 13 · Trier · vor dem Tor · zum Hof ·                                                                                               | 22. Feb. 2014                              | Dr. Jakob Kahn Jg 1870 | Hier lernte Dr. Jakob Kahn Jg. 1869 Berufsverbot 1933 deportiert 1942 Theresienstadt tot 18.12.1942 | | |
| Jesuitenstraße 13 · Trier · vor dem Tor · zum Hof ·                                                                                               | 22. Feb. 2014                              | Dr. Paul Maas Jg 1873 | Hier lernte Dr. Paul Maas Jg. 1873 Berufsverbot 1933 gedemütigt / entrechtet Flucht in den Tod 14.6.1942 Aachen | | |
| Jesuitenstraße 13 · Trier · vor dem Tor · zum Hof ·                                                                                               | 22. Feb. 2014                              | Dr. Raphael Kaufmann Jg 1871 | Hier lernte Dr. Raphael Kaufmann Jg. 1871 Berufsverbot 1933 deportiert 1942 Theresienstadt tot 11.8.1943 | | |
| Jesuitenstraße 13 · Trier · vor dem Tor · zum Hof ·                                                                                               | 22. Feb. 2014                              | Dr. Rudolf Max Isay Jg 1886 | Hier lernte Dr. Rudolf Max Isay Jg. 1886 Berufsverbot 1933 Flucht 1935 Brasilien überlebt | | |
| Jesuitenstraße 13 · Trier · vor dem Tor · zum Hof ·                                                                                               | 22. Feb. 2014                              | Dr. Salomon Döblin Jg 1864 | Hier lernte Dr. Salomon Döblin Jg. 1864 Berufsverbot 1935 unfreiwillig verzogen 1938 Köln tot 14. 1.1945 bei Bombenangriff | | Salomon „Salli“ Doeblin (* 16. Juli 1864 in Bernkastel; † 14. Januar 1945 in Bullay) war das älteste der acht Kinder des jüdischen Bernkasteler Arztehepaares Dr. med. Friedrich Wilhelm Moritz Doeblin (1833–1907) und Eleonore Isaak (1845–1893). |
| Jesuitenstraße 13 · Trier · vor dem Tor · zum Hof ·                                                                                               | 22. Feb. 2014                              | Wolfgang Ze'ev Steinberg Jg 1918 | Hier lernte Wolfgang Ze‘ev Steinberg Jg. 1918 Flucht 1934 Palästina überlebt | | |
| Jesuitenstraße 13 · Trier · vor dem Tor · zum Hof ·                                                                                               | 22. Feb. 2014                              | Paul Rothschild Jg 1867 | Hier lernte Paul Rothschild Jg. 1867 Berufsverbot 1933 deportiert 1942 Theresienstadt tot 29.3.1943 | | |
| Franz-Ludwig-Str. 7 · Trier · | 30. Mai 2006                               | Elsa Michaelis (Schwester Mirjam) | | Bild gesucht Die Wikipedia wünscht sich an dieser Stelle ein Bild vom Ort mit diesen Koordinaten 49.759778 6.640571 . Motiv: Stolpersteine Franz-Ludwig-Straße 7, Trier Falls du dabei helfen möchtest, erklärt die Anleitung , wie das geht. BW                                                        | |
| Karl-Marx-Straße 82 · Trier · | 23. Feb. 2007                              | Erwin Fleischmann | | Bild gesucht Die Wikipedia wünscht sich an dieser Stelle ein Bild vom Ort mit diesen Koordinaten 49.751986 6.629557 . Motiv: Stolpersteine Karl-Marx-Straße 82, Trier Falls du dabei helfen möchtest, erklärt die Anleitung , wie das geht. BW                                                          | |
| Balduinstraße 10 · Trier · | 20. Nov. 2007                              | Fanny Isay geb. Dreyfuss Jg. 1883 | Hier wohnte Fanny Isay geb. Dreyfuss Jg. 1883 Flucht in den Tod 24.4.1942 | | |
| Balduinstraße 10 · Trier · | 20. Nov. 2007                              | Friederike Isay geb. Loeb Jg. 1873 | Hier wohnte Friederike Isay geb. Loeb Jg. 1873 deportiert 1942 Minsk ??? | | |
| Balduinstraße 10 · Trier · | 20. Nov. 2007                              | Walter Isay Jg. 1889 | Hier wohnte Walter Isay Jg. 1889 deportiert 1942 Theresienstadt ermordet in Treblinka | | |
| Seizstraße 5 · Trier · | 18. Nov. 2012                              | Heinrich Wetzstein Jg. 1902 | Hier wohnte Heinrich Wetzstein JG. 1902 Eingewiesen 1922 'Heilanstalt' Trier 1939 verlegt 'Heilanstalt' Andernach ermordet 26.1.1940 Aktion T4 | | Aktion T4 |
| Seizstraße 7 · Trier · | 18. Nov. 2012                              | Friedrich Thierry Jg. 1907 | Hier wohnte Friedrich Thierry Jg. 1907 eingewiesen 1928 ‘Heilanstalt‘ Andernach 1936 verlegt ‘Heilanstalt‘ Bedburg-Hau ermordet 1941 in Hadamar Aktion T4                                                                                           | | Aktion T4 |
| Johannisstraße 10 · Trier · | 20. Nov. 2007                              | Olga Heilbronner | | Bild gesucht Die Wikipedia wünscht sich an dieser Stelle ein Bild vom Ort mit diesen Koordinaten 49.754985 6.633823 . Motiv: Stolpersteine Johannisstraße 10, Trier Falls du dabei helfen möchtest, erklärt die Anleitung , wie das geht. BW                                                            | |
| Johannisstraße 10 · Trier · | 20. Nov. 2007                              | Gertrud Heilbronner | | Bild gesucht Die Wikipedia wünscht sich an dieser Stelle ein Bild vom Ort mit diesen Koordinaten 49.754985 6.633823 . Motiv: Stolpersteine Johannisstraße 10, Trier Falls du dabei helfen möchtest, erklärt die Anleitung , wie das geht. BW                                                            | |
| Mustorstraße · Trier · | 22. Okt. 2011                              | Gertrud Hoffmann geb. Schmitz Jg. 1900 | Hier wohnte Gertrud Hoffmann geb. Schmitz Jg. 1900 eingewiesen 23.6.1934 Heilanstalt Bonn ‘verlegt‘ 2.5.1941 Heilanstalt Hadamar ermordet 1941 Aktion T4                                                                                            | | |
| Wechselstraße 8 · Trier · | 30. Okt. 2006                              | Gertrud Leister | | Bild gesucht Die Wikipedia wünscht sich an dieser Stelle ein Bild vom Ort mit diesen Koordinaten 49.75086 6.639721 . Motiv: Stolpersteine Wechselstraße 8, Trier Falls du dabei helfen möchtest, erklärt die Anleitung , wie das geht. BW                                                               | |
| Rahnenstraße 5 · Trier · | 30. Okt. 2006                              | Hilda Reinhardt Jg. 1937 | Hier wohnte Hilda Reinhardt Jg. 1937 deportiert 1940 ermordet 9.8.1943 Auschwitz | | |
| Rahnenstraße 5 · Trier · | 30. Okt. 2006                              | Maria Reinhardt Jg. 1919 | Hier wohnte Maria Reinhardt Jg. 1919 deportiert 1940 ermordet 5.11.1943 Auschwitz | | |
| Rahnenstraße 5 · Trier · | 30. Okt. 2006                              | Erna Reinhardt Jg. 1932 | Hier wohnte Erna Reinhardt Jg. 1932 deportiert 1940 ermordet 10.10.1943 Auschwitz | | |
| Platz der Menschenwürde · (früher: Bischof-Stein-Platz) · Trier · } · NN-Häftling · In Fresnes/Hinzert · Trier/Wittlich/Köln · München-Stadelheim | 20. Nov. 2007                              | Jean Daligault Jg. 1899 | Hier lebte Jean Daligault Jg. 1899 NN-Häftling in Fresnes/Hinzert/ Trier/Wittlich/Köln/ München-Stadelheim 5.4.1945 Dachau ermordet | | |
| Platz der Menschenwürde · (früher: Bischof-Stein-Platz) · Trier · } · NN-Häftling · In Fresnes/Hinzert · Trier/Wittlich/Köln · München-Stadelheim | 8. Sep. 2016                               | Maurice Gould Jg. 1924 | Hier inhaftiert Maurice Gould Jg. 1924 NN-Häftling in mehreren Strafanstalten zuletzt Mai 1942 SS-Sonderlager Hinzert ermordet 1.10.1943 Wittlich ermordet                                                                                          | | |
| Wallstraße 8 · Trier · | 22. Okt. 2011                              | Johann Baptist Anton Bastian Jg. 1878 | Todesort 1941 Hadamar | Bild gesucht Die Wikipedia wünscht sich an dieser Stelle ein Bild vom Ort mit diesen Koordinaten 49.75161 6.629598 . Motiv: Stolpersteine Wallstraße 8, Trier Falls du dabei helfen möchtest, erklärt die Anleitung , wie das geht. BW                                                                  | Aktion T4 |
| Krahnenstraße 29 · Trier · | 30. Mai 2005                               | Johann Schirra | | Bild gesucht Die Wikipedia wünscht sich an dieser Stelle ein Bild vom Ort mit diesen Koordinaten 49.7552 6.632914 . Motiv: Stolpersteine Krahnenstraße 29, Trier Falls du dabei helfen möchtest, erklärt die Anleitung , wie das geht. BW                                                               | |
| Feldstraße 20 · Trier · | 13. Feb. 2006                              | Josef Averesch Jg. 1902 | Hier wohnte Josef Averesch Jg. 1902 inhaftiert 1941 KZ Dachau tot 20.6.1949 an Haftfolgen | | |
| Kochstraße 9 · Trier · | 18. Nov. 2011                              | Josef Dany Jg. 1911 | Hier wohnte Josef Dany Jg. 1911 eingewiesen 1938 ‘Heilanstalt‘ Andernach 1943 verlegt ‘Heilanstalt‘ Landsberg ermordet 1944 in Hadamar Aktion T4 | | Aktion T4 |
| Karl-Marx-Straße 2 · Trier · | 23. Feb. 2007                              | Josef Eberhard Jg. 1905 | Hier wohnte Josef Eberhard Jg. 1905 verhaftet 1936 Zuchthaus Siegburg tot 2.1.1937 | | |
| Weberbach 39 · Trier · | 18. Nov. 2012                              | Ludwig Leysa Jg. 1872 | Hier wohnte Ludwig Leysa JG. 1872 'Schutzhaft' 1939 Sachsenhausen ermordet 22.5.1940 | | |
| Ecke · Stresemannstraße · Jüdemerstraße · Trier · (heute Viehmarktplatz 20) ·                                                                     | 2. Nov. 2023                               | | Jüdemer Straße 1933 - 1945 Hier lebten viele jüdische Familien ab 1933 diffamiert, entrechtet, verfolgt, deportiert, ermordet wenigen gelang die Flucht                                                                                             | | Kopfstein für viele jüdische Familien |
| Ecke · Stresemannstraße · Jüdemerstraße · Trier · (heute Viehmarktplatz 20) ·                                                                     | 2. Nov. 2023                               | | Hier wohnte Sanny Levy Jg. 1886 Flucht 1938 Frankreich überlebt | | [ 14 ] |
| Ecke · Stresemannstraße · Jüdemerstraße · Trier · (heute Viehmarktplatz 20) ·                                                                     | 2. Nov. 2023                               | | Hier wohnte Rosa Simon Jg. 1902 deportiert 1941 Łodz / Litzmannstadt ermordet | | [ 15 ] |
| Ecke · Stresemannstraße · Jüdemerstraße · Trier · (heute Viehmarktplatz 20) ·                                                                     | 2. Nov. 2023                               | | Hier wohnte Anna Marie Schmal Jg. 1873 deportiert 1942 Theresienstadt 1944 Auschwitz ermordet | | [ 16 ] |
| Ecke · Stresemannstraße · Jüdemerstraße · Trier · (heute Viehmarktplatz 20) ·                                                                     | 2. Nov. 2023                               | | Hier wohnte Fanny Schmal Jg. 1873 deportiert 1942 Theresienstadt ermordet 4.2.1943 | | [ 17 ] |
| Ecke · Stresemannstraße · Jüdemerstraße · Trier · (heute Viehmarktplatz 20) ·                                                                     | 2. Nov. 2023                               | | Hier wohnte Jakob Levy Jg. 1888 Flucht 1938 Luxemburg überlebt | | [ 18 ] |
| Ecke · Stresemannstraße · Jüdemerstraße · Trier · (heute Viehmarktplatz 20) ·                                                                     | 2. Nov. 2023                               | | Hier wohnte Ottilie Bonem geb. Isaac Jg. 1865 deportiert 1942 Theresienstadt ermordet 30.1.1943 | | [ 19 ] |
| Ecke · Stresemannstraße · Jüdemerstraße · Trier · (heute Viehmarktplatz 20) ·                                                                     | 2. Nov. 2023                               | | Hier wohnte Moritz Kahn Jg. 1882 deportiert 1943 Auschwitz ermordet | | [ 20 ] |
| Ecke · Stresemannstraße · Jüdemerstraße · Trier · (heute Viehmarktplatz 20) ·                                                                     | 2. Nov. 2023                               | | Hier wohnte Leo Leib Jg. 1888 Flucht 1938 USA | | [ 21 ] |
| Ecke · Stresemannstraße · Jüdemerstraße · Trier · (heute Viehmarktplatz 20) ·                                                                     | 2. Nov. 2023                               | | Hier wohnte Sophie Joseph geb. Ermann Jg. 1875 deportiert 1941 Łodz / Litzmannstadt Chełmno / Kulmhof ermordet 1942 | | [ 22 ] |
| Ecke · Stresemannstraße · Jüdemerstraße · Trier · (heute Viehmarktplatz 20) ·                                                                     | 2. Nov. 2023                               | | Hier wohnte Else Joseph Jg. 1912 deportiert 1941 Łodz / Litzmannstadt Chełmno / Kulmhof ermordet 1942 | | [ 23 ] |
| Ecke · Stresemannstraße · Jüdemerstraße · Trier · (heute Viehmarktplatz 20) ·                                                                     | 2. Nov. 2023                               | | Hier wohnte Adolf Joseph Jg. 1876 deportiert 1941 Łodz / Litzmannstadt Chełmno / Kulmhof ermordet 1942 | | [ 24 ] |
| Ecke · Stresemannstraße · Jüdemerstraße · Trier · (heute Viehmarktplatz 20) ·                                                                     | 2. Nov. 2023                               | | Hier wohnte Thekla Kahn geb. Bockmann Jg. 1884 deportiert 1943 Auschwitz ermordet | | [ 25 ] |
| Ecke · Stresemannstraße · Jüdemerstraße · Trier · (heute Viehmarktplatz 20) ·                                                                     | 2. Nov. 2023                               | | Hier wohnte Josef Johann Kahn Jg. 1886 deportiert 1943 Auschwitz ermordet | | [ 26 ] |
| Ecke · Stresemannstraße · Jüdemerstraße · Trier · (heute Viehmarktplatz 20) ·                                                                     | 2. Nov. 2023                               | | Hier wohnte Therese Kahn geb. Bermann Jg. 1889 deportiert 1943 Auschwitz ermordet | | [ 27 ] |
| Ecke · Stresemannstraße · Jüdemerstraße · Trier · (heute Viehmarktplatz 20) ·                                                                     | 2. Nov. 2023                               | | Hier wohnte Johanna Levy geb. Ermann Jg. 1880 deportiert 1941 Łodz / Litzmannstadt Auschwitz ermordet | | [ 28 ] |
| Ecke · Stresemannstraße · Jüdemerstraße · Trier · (heute Viehmarktplatz 20) ·                                                                     | 2. Nov. 2023                               | | Hier wohnte Hella Kahn Jg. 1925 deportiert 1943 Auschwitz ermordet | | [ 29 ] |
| Ecke · Stresemannstraße · Jüdemerstraße · Trier · (heute Viehmarktplatz 20) ·                                                                     | 2. Nov. 2023                               | | Hier wohnte Martha Levy Jg. 1910 Flucht 1938 Frankreich überlebt | | [ 30 ] |
| Ecke · Stresemannstraße · Jüdemerstraße · Trier · (heute Viehmarktplatz 20) ·                                                                     | 2. Nov. 2023                               | | Hier wohnte Mathilde Irmina Michels Jg. 1897 Eingewiesen 1925 Heilanstalt Andernach 'verlegt' 25.4.1941 Hadamar ermordet 25.4.1941 Aktion T4 | | [ 31 ] |
| Ecke · Stresemannstraße · Jüdemerstraße · Trier · (heute Viehmarktplatz 20) ·                                                                     | 2. Nov. 2023                               | | Hier wohnte Alfred Süsskind Jg. 1931 Flucht 1937 Holland deportiert 1943 Auschwitz ermordet | | [ 32 ] |
| Ecke · Stresemannstraße · Jüdemerstraße · Trier · (heute Viehmarktplatz 20) ·                                                                     | 2. Nov. 2023                               | | Hier wohnte Jakob Schloss Jg. 1889 'Schutzhaft' 1938-1939 Kz Sachsenhausen deportiert 1943 Auschwitz ermordet | | [ 33 ] |
| Ecke · Stresemannstraße · Jüdemerstraße · Trier · (heute Viehmarktplatz 20) ·                                                                     | 2. Nov. 2023                               | | Hier wohnte Leo Hirsch Jg. 1864 deportiert 1942 Theresienstadt ermordet 9.4.1943 | | [ 34 ] |
| Ecke · Stresemannstraße · Jüdemerstraße · Trier · (heute Viehmarktplatz 20) ·                                                                     | 2. Nov. 2023                               | | Hier wohnte Herta Kahn Jg. 1918 Flucht 1939 England | | [ 35 ] |
| Ecke · Stresemannstraße · Jüdemerstraße · Trier · (heute Viehmarktplatz 20) ·                                                                     | 18. Nov. 2012                              | Marianne Schönhofen Jg. 1925 | Hier wohnte Marianne Schönhofen Jg. 1925 eingewiesen 1.8.1934 Heilanstalt Andernach 'verlegt' 10.2.1941 Heilanstalt Hadamar ermordet 1941 Aktion T4                                                                                                 | | [ 36 ] |
| Kuhnenstraße 7 · Trier · | 22. Okt. 2011                              | Matthias Busche Jg. 1911 | Hier wohnte Matthias Busche Jg. 1911 eingewiesen ‘Heilanstalt‘ Süchteln 1941 verlegt ermordet 1941 in Hadamar Aktion T4 | Bild gesucht Die Wikipedia wünscht sich an dieser Stelle ein Bild vom Ort mit diesen Koordinaten 49.750507 6.639467 . Motiv: Stolpersteine Kuhnenstraße 7, Trier Falls du dabei helfen möchtest, erklärt die Anleitung , wie das geht. BW                                                               | Aktion T4 |
| Kuhnenstraße 7 · Trier · | 22. Okt. 2011                              | Michael Weber Jg. 1905 | Hier wohnte Michael Weber Jg. 1905 verhaftet 1938 ‘arbeitsscheu‘ Sachsenhausen ermordet 28.5.1940 | | |
| Brotstraße 35–37 · Trier · | 30. Mai 2005                               | Moritz Joseph Jg. 1882 | Hier wohnte Moritz Joseph Jg. 1882 deportiert 1941 Gurs Flucht USA tot 8.1.1944 Folgen der Haft | | |
| Brüderkrankenhaus · Gegenüber · Peter-Friedhofen- · Straße 4 · Trier ·                                                                            | 18. Nov. 2012                              | Albert Valentin Jg. 1906 | Hier lebte Albert Valentin Jg. 1906 eingewiesen 1928 Heilanstalt Trier 1935 zwangssterilisiert Elisabethkrankenhaus ‘verlegt‘ 15.8.1939 Heilanstalt Andernach ermordet 30.4.1940                                                                    | | Aktion T4 |
| Brüderkrankenhaus · Gegenüber · Peter-Friedhofen- · Straße 4 · Trier ·                                                                            | 18. Nov. 2012                              | Anton Martini Jg. 1866 | Hier wohnte Anton Martini Jg. 1866 eingewiesen 1938 Heilanstalt Trier ‘verlegt‘ 15.8.1939 Heilanstalt Andernach ermordet 13.2.1944 | | Aktion T4 |
| Brüderkrankenhaus · Gegenüber · Peter-Friedhofen- · Straße 4 · Trier ·                                                                            | 18. Nov. 2012                              | Bernhard Baden Jg. 1878 | Hier lebte Bernhard Baden Jg. 1878 eingewiesen 1930 Heilanstalt Trier ‘verlegt‘ 15.8.1939 Heilanstalt Andernach ermordet 24.8.1941 | | Aktion T4 |
| Brüderkrankenhaus · Gegenüber · Peter-Friedhofen- · Straße 4 · Trier ·                                                                            | 18. Nov. 2012                              | Clemens Scherf Jg. 1881 | Hier wohnte Clemens Scherf Jg. 1881 überwiesen 1939 Heilanstalt Andernach ‘verlegt‘ 8.5.1941 Hadamar ermordet 8.5.1941 Aktion T4 | | Aktion T4 |
| Brüderkrankenhaus · Gegenüber · Peter-Friedhofen- · Straße 4 · Trier ·                                                                            | 18. Nov. 2012                              | Ferdinand Schloeder Jg. 1892 | Hier wohnte Ferdinand Schloeder Jg. 1892 eingewiesen 1931 Heilanstalt Trier 1943 Heilanstalt Lemberg-Kulparkow ‘verlegt‘ Heilanstalt Tworki ermordet 26.8.1944                                                                                      | | Aktion T4 |
| Brüderkrankenhaus · Gegenüber · Peter-Friedhofen- · Straße 4 · Trier ·                                                                            | 18. Nov. 2012                              | Franz Mischo Jg. 1874 | Hier lebte Franz Mischo Jg. 1874 eingewiesen 1921 Heilanstalt Trier ‘verlegt‘ 15.8.1939 Heilanstalt Andernach ermordet 2.10.1939 | | Aktion T4 |
| Brüderkrankenhaus · Gegenüber · Peter-Friedhofen- · Straße 4 · Trier ·                                                                            | 18. Nov. 2012                              | Friedrich Zender Jg. 1888 | Hier lebte Friedrich Zender Jg. 1888 eingewiesen 1938 Heilanstalt Trier ‘verlegt‘ 15.8.1939 Heilanstalt Andernach ermordet 21.10.1939 | | Aktion T4 |
| Brüderkrankenhaus · Gegenüber · Peter-Friedhofen- · Straße 4 · Trier ·                                                                            | 18. Nov. 2012                              | Jakob Hemgesberg Jg. 1869 | Hier lebte Jakob Hemgesberg Jg. 1869 eingewiesen 1939 Heilanstalt Trier ‘verlegt‘ 15.8.1939 Heilanstalt Andernach ermordet 27.10.1939 | | Aktion T4 |
| Brüderkrankenhaus · Gegenüber · Peter-Friedhofen- · Straße 4 · Trier ·                                                                            | 18. Nov. 2012                              | Johann Maes Jg. 1876 | Hier lebte Johann Maes Jg. 1876 eingewiesen 1930 Heilanstalt Trier ‘verlegt‘ 15.8.1939 Heilanstalt Andernach ermordet 17.6.1941 | | Aktion T4 |
| Brüderkrankenhaus · Gegenüber · Peter-Friedhofen- · Straße 4 · Trier ·                                                                            | 18. Nov. 2012                              | Josef Becker Jg. 1874 | Hier lebte Josef Becker Jg. 1874 eingewiesen 1917 Heilanstalt Trier ‘verlegt‘ 15.8.1939 Heilanstalt Andernach ermordet 5.11.1943 | | Aktion T4 |
| Brüderkrankenhaus · Gegenüber · Peter-Friedhofen- · Straße 4 · Trier ·                                                                            | 18. Nov. 2012                              | Josef Kern Jg. 1905 | Hier wohne Josef Kern Jg. 1905 überwiesen 1939 Pflegeanstalt Ebernach ‘verlegt‘ 5.5.1943 Heilanstalt Lemberg-Kulparkow ermordet 26.11.1943 | | Aktion T4 |
| Brüderkrankenhaus · Gegenüber · Peter-Friedhofen- · Straße 4 · Trier ·                                                                            | 18. Nov. 2012                              | Lorenz Koster Jg. 1902 | Hier lebte Lorenz Koster Jg. 1902 eingewiesen 31.8.1938 Heilanstalt Trier ‘verlegt‘ 15.8.1939 Heilanstalt Andernach ermordet 10.10.1940 | | Aktion T4 |
| Brüderkrankenhaus · Gegenüber · Peter-Friedhofen- · Straße 4 · Trier ·                                                                            | 18. Nov. 2012                              | Mathias Masselter Jg. 1894 | Hier wohnte Mathias Masselter Jg. 1894 eingewiesen 1936 Heilanstalt Trier 1939 Heilanstalt Andernach ‘verlegt‘ 7.5.1941 Hadamar ermordet 7.5.1941 Aktion T4                                                                                         | | Aktion T4 |
| Brüderkrankenhaus · Gegenüber · Peter-Friedhofen- · Straße 4 · Trier ·                                                                            | 18. Nov. 2012                              | Matthias Jakobs Jg. 1890 | Hier lebte Matthias Jakobs Jg. 1890 eingewiesen 1937 Heilanstalt Trier 1938 zwangssterilisiert Elisabethkrankenhaus ‘verlegt‘ 15.8.1939 Heilanstalt Andernach ermordet 14.3.1943                                                                    | | Aktion T4 |
| Brüderkrankenhaus · Gegenüber · Peter-Friedhofen- · Straße 4 · Trier ·                                                                            | 18. Nov. 2012                              | Nikolaus Feller Jg. 1898 | Hier wohnte Nikolaus Feller Jg. 1898 eingewiesen 1925 Heilanstalt Trier 1939 Galkhausen ‘verlegt‘ 28.4.1941 Heilanstalt Hadamar ermordet 1941 Aktion T4                                                                                             | | Aktion T4 |
| Brüderkrankenhaus · Gegenüber · Peter-Friedhofen- · Straße 4 · Trier ·                                                                            | 18. Nov. 2012                              | Oskar Laloire Jg. 1890 | Hier lebte Oskar Laloire Jg. 1890 eingewiesen 1933 Heilanstalt Trier ‘verlegt‘ 15.8.1939 Heilanstalt Andernach ermordet 14.8.1940 | | Aktion T4 |
| Brüderkrankenhaus · Gegenüber · Peter-Friedhofen- · Straße 4 · Trier ·                                                                            | 18. Nov. 2012                              | Peter Müller Jg. 1905 | Hier lebte Peter Müller Jg. 1905 eingewiesen 1931 Heilanstalt Trier ‘verlegt‘ 15.8.1939 Heilanstalt Andernach ermordet 21.9.1939 | | Aktion T4 |
| Brüderkrankenhaus · Gegenüber · Peter-Friedhofen- · Straße 4 · Trier ·                                                                            | 18. Nov. 2012                              | Peter Stadtfeld Jg. 1880 | Hier wohnte Peter Stadtfeld Jg. 1880 eingewiesen 1923 ‘Heilanstalt‘ Trier 1939 verlegt ‘Heilanstalt‘ Andernach ermordet 1944 in Hadamar Aktion T4                                                                                                   | | Aktion T4 |
| Brüderkrankenhaus · Gegenüber · Peter-Friedhofen- · Straße 4 · Trier ·                                                                            | 18. Nov. 2012                              | Wilhelm Besslich J.g 1903 | Hier lebte Wilhelm Besslich Jg. 1903 eingewiesen 1925 Heilanstalt Trier ‘verlegt‘ 15.8.1939 Heilanstalt Andernach ermordet 6.9.1941 | | Aktion T4 |
| Brüderkrankenhaus · Gegenüber · Peter-Friedhofen- · Straße 4 · Trier ·                                                                            |                                            | Eduard Meyer Jg 1906 | Hier lebte Eduard Meyer Jg. 1906 Heilanstalt Trier 1935 zwangssterilisiert Elisabethkrankenhaus verlegt 30.8.1939 Heilanstalt Andernach entlassen 7.3.1940                                                                                          | | |
| Brüderkrankenhaus · Gegenüber · Peter-Friedhofen- · Straße 4 · Trier ·                                                                            | Hilarius Feller Jg 1889                    | Hier lebte Hilarius Feller Jg. 1889 eingewiesen Heilanstalt Trier Kloster Ebernach ‘verlegt‘ 6.5.1943 Lemberg-Kulparkow ermordet 26.6.1943                                     | | | |
| Brüderkrankenhaus · Gegenüber · Peter-Friedhofen- · Straße 4 · Trier ·                                                                            | Josef Schmitz Jg 1907                      | Hier lebte Josef Schmitz Jg. 1907 eingewiesen Heilanstalt Trier 1937 zwangssterilisiert Elisabethkrankenhaus ‘verlegt‘ 12.2.1941 Grafenberg Schicksal unbekannt                | | | |
| Brüderkrankenhaus · Gegenüber · Peter-Friedhofen- · Straße 4 · Trier ·                                                                            | Leo Wachsmann Jg 1896                      | Hier lebte Leo Wachsmann Jg. 1896 eingewiesen Heilanstalt Trier Heilanstalt Bedburg-Hau ‘verlegt‘ 23.11.1939 Heilanstalt Ilten ermordet 17.7.1940                              | | | |
| Brüderkrankenhaus · Gegenüber · Peter-Friedhofen- · Straße 4 · Trier ·                                                                            | Mathias Koch Jg 1919                       | Hier lebte Mathias Koch Jg. 1919 eingewiesen 30.11.1938 Heilanstalt Trier 1939 Heilanstalt Andernach ‘verlegt‘ 7.6.1941 Hadamar ermordet 7.6.1941 Aktion T4                    | | | |
| Brüderkrankenhaus · Gegenüber · Peter-Friedhofen- · Straße 4 · Trier ·                                                                            | Matthias Dietz Jg 1894                     | Hier lebte Matthias Dietz Jg. 1894 eingewiesen Heilanstalt Trier Kloster Ebernach ‘verlegt‘ 3.5.1943 Lemberg-Kulparkow                                                         | | | |
| Brüderkrankenhaus · Gegenüber · Peter-Friedhofen- · Straße 4 · Trier ·                                                                            | Michael Hoffmann Jg 1911                   | Hier lebte Michael Hoffmann Jg. 1911 eingewiesen 1931 Heilanstalt Trier ‘verlegt‘ 15.8.1939 Heilanstalt Andernach ermordet 14.7.1940                                           | | | |
| Brüderkrankenhaus · Gegenüber · Peter-Friedhofen- · Straße 4 · Trier ·                                                                            | Theodor de Lasalle von Louisenthal Jg 1911 | Hier lebte Theodor de Lasalle von Louisenthal Jg. 1897 eingewiesen 1934 Heilanstalt Trier 1934 zwangssterilisiert Elisabethkrankenhaus verlegt 30.9.1942 Heilanstalt Andernach | | | |
| Brüderkrankenhaus · Gegenüber · Peter-Friedhofen- · Straße 4 · Trier ·                                                                            | 2. Nov. 2023                               | Nikolaus Böffgen | Nikolaus Böffgen Jg. 1897 eingewiesen Heilanstalt Trier zwangssterilisiert 1935 Elisabethkrankenhaus 1939 Kloster Ebernach 'verlegt' 5.5.1943 'Heilanstalt' Kulparkow ermordet                                                                      | | Sieben Stolpersteine wurden am 2. November 2023 von Katja Demnig verlegt. |
| Brüderkrankenhaus · Gegenüber · Peter-Friedhofen- · Straße 4 · Trier ·                                                                            | 2. Nov. 2023                               | Johann Blasius | Johann Blasius Jg. 1905 eingewiesen Heilanstalt Trier zwangssterilisiert 1935 Elisabethkrankenhaus 1939 Kloster Ebernach 'verlegt' 5.5.1943 'Heilanstalt' Kulparkow ermordet                                                                        | | |
| Brüderkrankenhaus · Gegenüber · Peter-Friedhofen- · Straße 4 · Trier ·                                                                            | 2. Nov. 2023                               | Johann Birrell | Johann Birrell Jg. 1904 eingewiesen Heilanstalt Trier 1939 Kloster Ebernach 'verlegt' 5.5.1943 'Heilanstalt' Kulparkow ermordet | | [ 39 ] |
| Brüderkrankenhaus · Gegenüber · Peter-Friedhofen- · Straße 4 · Trier ·                                                                            | 2. Nov. 2023                               | Michael Benzschawel | Michael Benzschawel Jg. 1881 eingewiesen Heilanstalt Trier 1939 Kloster Ebernach 'verlegt' 3.5.1943 'Heilanstalt' Kulparkow ermordet | | |
| Brüderkrankenhaus · Gegenüber · Peter-Friedhofen- · Straße 4 · Trier ·                                                                            | 2. Nov. 2023                               | Nikolaus Becker | Nikolaus Becker Jg. 1857 eingewiesen Heilanstalt Trier 1939 Kloster Ebernach 'verlegt' 4.5.1943 'Heilanstalt' Kulparkow ermordet 5.5.1943 | | [ 40 ] |
| Brüderkrankenhaus · Gegenüber · Peter-Friedhofen- · Straße 4 · Trier ·                                                                            | 2. Nov. 2023                               | Paul Baustert | Paul Baustert Jg. 1888 eingewiesen Heilanstalt Trier 1939 Kloster Ebernach 'verlegt' 4.5.1943 'Heilanstalt' Kulparkow ermordet | | [ 41 ] |
| Brüderkrankenhaus · Gegenüber · Peter-Friedhofen- · Straße 4 · Trier ·                                                                            | 2. Nov. 2023                               | Franz Arenz | Franz Arenz Jg. 1900 eingewiesen Heilanstalt Trier 1939 Kloster Ebernach 'verlegt' 4.5.1943 'Heilanstalt' Kulparkow ermordet | | |
| Peter-Friedhofen-Straße 4 · Trier · | 22. Feb. 2014                              | Mathias Koch | | Bild gesucht Die Wikipedia wünscht sich an dieser Stelle ein Bild vom Ort mit diesen Koordinaten 49.76336 6.637782 . Motiv: Stolpersteine Peter-Friedhofen-Straße 4, Trier Falls du dabei helfen möchtest, erklärt die Anleitung , wie das geht. BW                                                     | |
| Benediktinerstr. 72 · Trier · | 22. Apr. 2015                              | Josef Meunier | Hier wohnte Josef Meunier Jg. 1896 im Widerstand ‘Schutzhaft‘ 31.7.1937 Buchenwald verurteilt 1944 hingerichtet 26.5.1944 Zuchthaus Dortmund | | Widerständler |
| Petrusstraße 25 · Trier · | 22. Apr. 2015                              | Else Hanau Jg 1890 | Hier wohnte Else Hanau Jg. 1890 deportiert 1942 Izbica ermordet 1942 | | |
| Engelstraße 15/17 · Trier · | 22. Apr. 2015                              | Else Körner | Else Körner JG. 1920 zwangssterilisiert 25.5.1936 als 'geheilt' entlassen 19.6.1936 | | (Waisenhaus Wolf) Opfer der Zwangssterilisation. |
| Engelstraße 15/17 · Trier · | 22. Apr. 2015                              | Gertrud Kessler | | Bild gesucht Die Wikipedia wünscht sich an dieser Stelle ein Bild vom Ort mit diesen Koordinaten 49.761576 6.644016 . Motiv: Stolpersteine Nähe Engelstraße 15, Trier Falls du dabei helfen möchtest, erklärt die Anleitung , wie das geht. BW                                                          | (Waisenhaus Wolf) Opfer der Zwangssterilisation. |
| Engelstraße 15/17 · Trier · | 22. Apr. 2015                              | Lydia Kühn | Lydia Kühn JG. 1922 zwangssterilisiert 25.5.1936 als 'geheilt' entlassen 13.6.1936 | | (Waisenhaus Wolf) Opfer der Zwangssterilisation. |
| Engelstraße 15/17 · Trier · | 22. Apr. 2015                              | Hedwig Diederich | | Bild gesucht Die Wikipedia wünscht sich an dieser Stelle ein Bild vom Ort mit diesen Koordinaten 49.761576 6.644016 . Motiv: Stolpersteine Nähe Engelstraße 15, Trier Falls du dabei helfen möchtest, erklärt die Anleitung , wie das geht. BW                                                          | (Waisenhaus Wolf) Opfer der Zwangssterilisation. |
| Engelstraße 15/17 · Trier · | 22. Feb. 2014                              | Maria Effelberg Jg. 1919 | Maria Effelberg JG. 1919 zwangssterilisiert 6.3.1935 'als geheilt entlassen' 18.3.1935 | | |
| Engelstraße 15/17 · Trier · | 22. Feb. 2014                              | Hans Rosenbaum Jg. 1916 | zwangssterilisiert 31.12.1935 als geheilt entlassen Jan. 1936 | | |
| Engelstraße 15/17 · Trier · | 22. Feb. 2014                              | August Thielen Jg. 1909 | zwangssterilisiert 25.7.1939 als geheilt entlassen Aug. 1939 | | |
| Engelstraße 15/17 · Trier · | 22. Apr. 2015                              | Elisabethkrankenhaus | Elisabethkrankenhaus 1934–1944 Zwangssterilisationen Opfer waren Frauen, Männer und Kinder | | |
| Engelstraße 15/17 · Trier · | 22. Apr. 2015                              | Cäcilia Bootz | Cäcilia Bootz Jg. 1914 zwangssterilisiert 10.10.1936 als 'geheilt' entlassen 28.10.1936 | | [ 42 ] |
| Engelstraße 15/17 · Trier · | 22. Apr. 2015                              | Katharina Breier | Katharina Breier Jg. 1924 zwangssterilisiert 1942 als 'geheilt' entlassen 1942 | | |
| Engelstraße 15/17 · Trier · | 22. Apr. 2015                              | Peter Breier | Peter Breier Jg. 1911 zwangssterilisiert 7.8.1936 als 'geheilt' entlassen 19.8.1936 | | |
| Engelstraße 15/17 · Trier · | 22. Apr. 2015                              | Cäcilia Burggraf | Cäcilia Burggraf Jg. 1920 zwangssterilisiert 3.1.1936 als 'geheilt' entlassen 19.1.1936 | | |
| Engelstraße 15/17 · Trier · | 22. Apr. 2015                              | Maria Cordie | Maria Cordie Jg. 1920 zwangssterilisiert 24.6.1935 als 'geheilt' entlassen 10.7.1935 | | |
| Engelstraße 15/17 · Trier · | 22. Apr. 2015                              | Elisabeth Fassbender | Elisabeth Fassbender Jg. 1919 zwangssterilisiert 26.3.1935 als 'geheilt' entlassen 16.4.1935 | | |
| Engelstraße 15/17 · Trier · | 22. Apr. 2015                              | Hildegard Hütten | Hildegard Hütten Jg. 1921 zwangssterilisiert 4.2.1936 als 'geheilt' entlassen 15.2.1936 | | |
| Engelstraße 15/17 · Trier · | 22. Apr. 2015                              | Michel Meyer | Michel Meyer Jg. 1893 zwangssterilisiert 23.4.1935 als 'geheilt' entlassen Mai 1935 | | |
| Engelstraße 15/17 · Trier · | 22. Apr. 2015                              | Peter Meyer | Peter Meyer Jg. 1900 zwangssterilisiert 23.4.1935 als 'geheilt' entlassen Mai 1935 | | |
| Engelstraße 15/17 · Trier · | 22. Apr. 2015                              | Anna Perings | Anna Perings Jg. 1918 zwangssterilisiert 5.9.1936 als 'geheilt' entlassen 23.9.1936 | | |
| Engelstraße 15/17 · Trier · | 22. Apr. 2015                              | Cäcilia Reichertz | Cäcilia Reichertz Jg. 1914 zwangssterilisiert 12.6.1935 als 'geheilt' entlassen 22.6.1935 | | |
| Engelstraße 15/17 · Trier · | 22. Apr. 2015                              | Josef Scheit | Josef Scheit Jg. 1923 zwangssterilisiert 9.7.1937 als 'geheilt' entlassen 16.7.1937 | | |
| Engelstraße 15/17 · Trier · | 8. Sep. 2016                               | Theodor Busch | Theodor Busch Jg. 1906 zwangssterilisiert 12.8.1937 als 'geheilt' entlassen 29.8.1937 | Bild gesucht Die Wikipedia wünscht sich an dieser Stelle ein Bild vom hier behandelten Ort. Weitere Infos zum Motiv findest du vielleicht auf der Diskussionsseite . Falls du dabei helfen möchtest, erklärt die Anleitung , wie das geht. BW                                                           | |
| Engelstraße 15/17 · Trier · | 8. Sep. 2016                               | Josef Dusemund | Josef Dusemund Jg. 1915 zwangssterilisiert 18.9.1936 als 'geheilt' entlassen 26.9.1936 | Bild gesucht Die Wikipedia wünscht sich an dieser Stelle ein Bild vom hier behandelten Ort. Weitere Infos zum Motiv findest du vielleicht auf der Diskussionsseite . Falls du dabei helfen möchtest, erklärt die Anleitung , wie das geht. BW                                                           | |
| Engelstraße 15/17 · Trier · | 8. Sep. 2016                               | Martha Dusemund | Martha Dusemund Jg. 1913 zwangssterilisiert 17.9.1936 als 'geheilt' entlassen 3.10.1936 | Bild gesucht Die Wikipedia wünscht sich an dieser Stelle ein Bild vom hier behandelten Ort. Weitere Infos zum Motiv findest du vielleicht auf der Diskussionsseite . Falls du dabei helfen möchtest, erklärt die Anleitung , wie das geht. BW                                                           | |
| Engelstraße 15/17 · Trier · | 8. Sep. 2016                               | Albert Ehlen | Albert Ehlen Jg. 1921 zwangssterilisiert 12.2.1937 als 'geheilt' entlassen 20.2.1937 | Bild gesucht Die Wikipedia wünscht sich an dieser Stelle ein Bild vom hier behandelten Ort. Weitere Infos zum Motiv findest du vielleicht auf der Diskussionsseite . Falls du dabei helfen möchtest, erklärt die Anleitung , wie das geht. BW                                                           | |
| Engelstraße 15/17 · Trier · | 8. Sep. 2016                               | Gertrud Lambert | Gertrud Lambert Jg. 1921 zwangssterilisiert 11.12.1935 als 'geheilt' entlassen 21.12.1935 tot 25.10.1938 | | |
| Engelstraße 15/17 · Trier · | 8. Sep. 2016                               | Gerhard Melcher | Gerhard Melcher Jg. 1921 zwangssterilisiert 21.4.1937 als 'geheilt' entlassen 6.5.1937 | | |
| Engelstraße 15/17 · Trier · | 8. Sep. 2016                               | Adolf Werwie | Adolf Werwie Jg. 1924 zwangssterilisiert 15.6.1938 als 'geheilt' entlassen 21.6.1938 | | |
| Moltkestraße 7 · Trier · | 12. Feb. 2005                              | Emilie Ermann geb. Marx Jg 1877 | Hier wohnte Emilie Ermann geb. Marx Jg. 1877 deportiert 1941 Lodz ??? | | |
| Moltkestraße 7 · Trier · | 12. Feb. 2005                              | Moritz Ermann Jg. 1874 | Hier wohnte Moritz Ermann Jg. 1874 Selbstmord 17.2.1938 | [ 44 ] | |
| Petrusstraße 19 A · Trier · | 30. Mai 2005                               | Emma Kahn geb. Hayum Jg. 1875 | Hier wohnte Emma Kahn geb. Hayum Jg. 1875 deportiert 1941 Lodz ??? | | |
| Petrusstraße 19 A · Trier · | 30. Mai 2005                               | Ludwig Kahn Jg. 1875 | Hier wohnte Ludwig Kahn Jg. 1875 deportiert 1941 Lodz ??? | | |
| Petrusstraße 19 A · Trier · | 30. Mai 2005                               | Rosa Ermann geb. Levy Jg. 1881 | Hier wohnte Rosa Ermann geb. Levy Jg. 1881 deportiert 1941 Chelmno ermordet 10.5.1942 | | |
| Paulinstraße 76/78 · Trier · | 22. Apr. 2015                              | Otto Dahl Jg. 1892 | Hier wohnte Otto Dahl Jg. 1892 zwangssterilisiert 2.11.1936 Elisabethkrankenhaus eingewiesen Heilanstalt Andernach ermordet 21.5.1940 | | Die Brüder Fritz und Otto Dahl zwei jüdische Krankenmordopfer |
| Paulinstraße 76/78 · Trier · | 22. Apr. 2015                              | Fritz Dahl Jg. 1893 | Hier wohnte Fritz Dahl Jg. 1893 zwangssterilisiert 2.11.1936 Elisabethkrankenhaus 'eingewiesen' 11.2.1941 Hadamar ermordet 11.2.1941 Aktion T4 | | Die Brüder Fritz und Otto Dahl zwei jüdische Krankenmordopfer |
| Paulinstraße 26 · Trier · | 30. Okt. 2006                              | Josefine Paltzer geb. Pazem Jg. 1887 | Hier wohnte Josefine Paltzer geb. Pazem Jg. 1887 verlegt 1942 ‘Heilanstalt‘ Hadamar ermordet 4.11.1942 | | |
| Maximinstraße 1 · Trier · | 30. Okt. 2006                              | Katharina Millen geb. Clemens Jg. 1896 Katholisch Haushaltshilfe | Hier wohnte und arbeitete Katharina Millen geb. Clemens Jg. 1896 deportiert Auschwitz ermordet 10.3.1943 | Stolperstein für und Foto von Katharina Millen geb. Clemens aus Trier. | |
| Maximinstraße 1 · Trier · | 17. Nov. 2012                              | Wilhelm Reitsch Jg. 1903 | Hier wohnte Wilhelm Reitsch Jg. 1903 ermordet 1941 in Hadamar Aktion T4 | | |
| Petrusstraße 22 · Trier · | 30. Mai 2005                               | Sophie Hein Jg. 1865 | Hier wohnte Sophie Hein Jg. 1865 deportiert 1942 ermordet 19.9.1942 Treblinka | | |
| Saarstraße 19 · Trier · | 30. Okt. 2006                              | Fritz Kahn Jg. 1925 | Hier wohnte Fritz Kahn Jg. 1925 deportiert 1942 Auschwitz ermordet 8.11.1943 | | |
| Saarstraße 19 · Trier · | 30. Okt. 2006                              | Herman Kahn Jg. 1888 | Hier wohnte Herman Kahn Jg. 1888 deportiert 1943 Auschwitz ermordet Sept. 1943 | | |
| Saarstraße 19 · Trier · | 22. Apr. 2015                              | Gertrud Clara Kahn Jg. 1923 | Hier wohnte Gertrud Clara Kahn Jg. 1923 deportiert 1943 Auschwitz ermordet 3.3.1943 | | |
| Saarstraße 19 · Trier · | 22. Apr. 2015                              | Gustav Heinz Kahn Jg. 1922 | Hier wohnte Gustav Heinz Kahn Jg. 1922 deportiert 1943 Auschwitz befreit/überlebt | | |
| Saarstraße 19 · Trier · | 22. Apr. 2015                              | Moritz Kahn Jg. 1890 | Hier wohnte Moritz Kahn Jg. 1890 deportiert 1943 Auschwitz ermordet 3.3.1943 | | |
| Saarstraße 19 · Trier · | 22. Apr. 2015                              | Edgar Kahn Jg. 1922 | Hier wohnte Edgar Kahn Jg. 1922 Flucht 1935 Frankreich mit Hilfe befreit/überlebt | | |
| Saarstraße 19 · Trier · | 22. Apr. 2015                              | Else Kahn geb. Kahn Jg. 1899 | Hier wohnte Else Kahn geb. Kahn Jg. 1899 deportiert 1943 Auschwitz Menschenversuche befreit/überlebt | | |
| Saarstraße 19 · Trier · | 22. Apr. 2015                              | Elisa Kahn geb. Gamiel Jg. 1891 | Hier wohnte Elisa Kahn geb. Gamiel Jg. 1891 deportiert 1943 Auschwitz ermordet 3.3.1943 | | |
| Olewiger Straße 151 · Trier · | 2008                                       | Hedwig Bach Jg. 1916 | Hier wohnte Hedwig Bach Jg. 1916 deportiert 1943 ermordet in Auschwitz | | |
| Olewiger Straße 151 · Trier · | 2008                                       | Johanna Bach geb. Hayum Jg. 1901 | Hier wohnte Johanna Bach geb. Hayum Jg. 1901 deportiert 1943 ermordet in Auschwitz | | |
| Olewiger Straße 151 · Trier · | 2008                                       | Leo Bach Jg. 1901 | Hier wohnte Leo Bach Jg. 1901 deportiert 1943 ermordet in Auschwitz | | |
| Olewiger Straße 151 · Trier · | 2008                                       | Selma Schröder geb. Bach Jg. 1896 | Hier wohnte Selma Schröder geb. Bach Jg. 1896 überlebt | | |
| Olewiger Straße 151 · Trier · | 2008                                       | Walter Bach Jg. 1906 | Hier wohnte Walter Bach Jg. 1906 deportiert 1943 ermordet in Auschwitz | | |
| Borngasse · an der Ecke Im Paulinsgarten · Trier · Ruwer ·                                                                                        | 28. Okt. 2008                              | Karl Schloß Jg. 1884 | Hier wohnte Karl Schloss Jg. 1894 deportiert 1941 Lodz ermordet 1942 in Chelmno | | |
| Borngasse · an der Ecke Im Paulinsgarten · Trier · Ruwer ·                                                                                        | 28. Okt. 2008                              | Regina Schloß Jg. 1920 | Hier wohnte Regina Martha Schloss Jg. 1920 deportiert 1941 Lodz ermordet 1942 in Chelmno | | |
| Borngasse · an der Ecke Im Paulinsgarten · Trier · Ruwer ·                                                                                        | 28. Okt. 2008                              | Siegfried Schloß Jg. 1923 | Hier wohnte Siegfried Schloss Jg. 1923 deportiert 1941 Lodz ermordet 1942 in Chelmno | | |
| Borngasse · an der Ecke Im Paulinsgarten · Trier · Ruwer ·                                                                                        | 28. Okt. 2008                              | Rosalie Schloß geb. Levy Jg. 1888 | Hier wohnte Rosalie Schloss geb. Levy Jg. 1888 deportiert 1941 Lodz ermordet 1942 in Chelmno | | |
| Eberhardstraße 1 · Trier · | 30. Okt. 2006                              | Else Ida Schneider | Hier wohnte Else Ida Schneider geb. Wolff Jg. 1899 deportiert 1941 Łodz-Chelmno ermordet 25.2.1942 | | |
| Eberhardstraße 1 · Trier · | 30. Okt. 2006                              | Ernst Schneider | Hier wohnte Ernst Schneider Jg. 1888 deportiert 1941 Łodz-Chelmno ermordet 10.5.1942 | | |
| Eberhardstraße 1 · Trier · | 30. Okt. 2006                              | Hans Schneider | Hier wohnte Hans Schneider Jg. 1927 deportiert 1941 Łodz-Chelmno ermordet 10.5.1942 | | |
| Eberhardstraße 1 · Trier · | 30. Okt. 2006                              | Josefine Schneider | Hier wohnte Josefine Schneider geb. Kullmann Jg. 1865 deportiert 1942 Theresienstadt tot 13.11..1942 | | |
| Eberhardstraße 1 · Trier · | 30. Okt. 2006                              | Karl-Julius Schneider | Hier wohnte Karl J. Schneider Jg. 1891 deportiert 1942 Theresienstadt ermordet 28.9..1944 Auschwitz | | |
| Nikolausstraße 1 · Trier · | 30. Okt. 2006                              | Matthias Lichter | | Bild gesucht Die Wikipedia wünscht sich an dieser Stelle ein Bild vom Ort mit diesen Koordinaten 49.746611 6.635042 . Motiv: Stolpersteine Nikolausstraße 1, Trier Falls du dabei helfen möchtest, erklärt die Anleitung , wie das geht. BW                                                             | |
| Friedrich-Wilhelm- · Straße 57 A · Trier · | 22. Okt. 2011                              | Nikolaus Etges Jg. 1890 | Todesort 1941 Hadamar | Bild gesucht Die Wikipedia wünscht sich an dieser Stelle ein Bild vom Ort mit diesen Koordinaten 49.746098 6.629377 . Motiv: Stolpersteine Friedrich-Wilhelm-Straße 57 A, Trier Falls du dabei helfen möchtest, erklärt die Anleitung , wie das geht. BW                                                | |
| Friedrich-Wilhelm- · Straße 39 · Trier · | 13. Feb. 2006                              | Walter Bruno Kaufmann | | Bild gesucht Die Wikipedia wünscht sich an dieser Stelle ein Bild vom Ort mit diesen Koordinaten 49.747082 6.629853 . Motiv: Stolpersteine Friedrich-Wilhelm-Straße 39, Trier Falls du dabei helfen möchtest, erklärt die Anleitung , wie das geht. BW                                                  | |
| Saarstraße 31 · Trier · | 22. Feb. 2014                              | Frieda Schloss Jg 1872 (auch Frieda Schloß) | Hier wohne Frieda Schloss geb. Katz Jg. 1872 deportiert 1942 Theresienstadt 1942 Treblinka ermordet | | Frieda Schloß war die Mutter von Gertrud Schloß, Heinrich Schloß war der Bruder von Gertrud Schloß. |
| Saarstraße 31 · Trier · | 22. Feb. 2014                              | Heinrich Schloss Jg 1902 (auch Heinrich Schloß) | Hier wohne Heinrich Schloss Jg. 1902 deportiert 1941 Łodz tot 5.4.1942 | | Frieda Schloß war die Mutter von Gertrud Schloß, Heinrich Schloß war der Bruder von Gertrud Schloß. |
| Saarstraße 47 · Trier · | 22. Feb. 2014                              | Frieda Wolff | Hier wohne Frieda Wolff Jg. 1901 deportiert 1942 Theresienstadt 1944 Auschwitz ermordet | | |
| Saarstraße 47 · Trier · | 22. Feb. 2014                              | Maximilian Wolff | Hier wohne Maximilian Wolff Jg. 1867 deportiert 1942 Theresienstadt tot 31.8.1942 | | |
| Saarstraße 113 · Trier · | 22. Okt. 2011                              | Margaretha Cornelius Schneider Jg. 1902 | Hier wohnte Cornelius Schneider Jg. 1902 eingewiesen 29.7.1941 Heilanstalt Hadamar ermordet 1941 Aktion T4 | | Aktion T4 |
| Saarstraße 31 · Trier · | 20. Nov. 2007                              | Gertrud Schloss Jg 1899 | Hier wohne Gertrud Schloss Jg. 1899 deportiert 1941 Łodz ermordet 1942 in Chelmno | | Gertrud Schloss, auch Lea Gertrud Schloß, geboren am 18. Januar 1899 in Trier; gestorben 1942 in Chełmno im KZ Kulmhof war eine jüdische Journalistin, Schriftstellerin und Sozialdemokratin. |
| Bonner Straße 43 · Trier · | 13. Feb. 2006                              | Ernst Bernheim Jg. 1888 | deportiert 1941 Auschwitz ermordet 7.10.1942 | | |
| Bonner Straße 43 · Trier · | 13. Feb. 2006                              | Henriette Bernheim geb. Compertz Jg. 1902 | inhaftiert 1941 ermordet in Auschwitz | | |
| Bonner Straße 43 · Trier · | 13. Feb. 2006                              | Wolfgang Bernheim Jg. 1928 | deportiert 1941 Auschwitz ermordet 1942 | | |
| Eurener Straße 73–75 · Trier · | 20. Nov. 2007                              | Alfons Gaber Jg. 1904 | Verhaftet 1939 KZ Mauthausen Lager Gusen ermordet 23.12.1941 | | |
| Eurener Straße 73–75 · Trier · | 20. Nov. 2007                              | Franz Jaeger Jg. 1912 | Eingewiesen Heilanstalt Brandenburg ermordet 8.5.1940 | Bild gesucht Die Wikipedia wünscht sich an dieser Stelle ein Bild vom Ort mit diesen Koordinaten 49.745269 6.614913 . Motiv: Stolpersteine Eurener Straße 73–75, Trier Falls du dabei helfen möchtest, erklärt die Anleitung , wie das geht. BW                                                         | |
| Eurener Straße 73–75 · Trier · | 20. Nov. 2007                              | Rudolf-Peter Mayer Jg. 1886 | Verhaftet 1933 Dachau ermordet 23.11.1940 | | |
| Kölner Straße 28 · Trier · | 13. Feb. 2006                              | Andreas Hoevel | | Bild gesucht Die Wikipedia wünscht sich an dieser Stelle ein Bild vom Ort mit diesen Koordinaten 49.762236 6.628091 . Motiv: Stolpersteine Kölner Straße 28, Trier Falls du dabei helfen möchtest, erklärt die Anleitung , wie das geht. BW                                                             | |
| Brentanostraße 20 · Trier · | 23. Feb. 2007                              | Aurelia Torgau-Wald geb. Torgau Jg. 1914 | Hier wohnte Orli Torgau-Wald geb. Torgau Jg. 1914 verhaftet 1934 Zuchthaus Ziegenhain KZ Ravensbrück Auschwitz tot an den Folgen | | |
| Eurener Straße 73–75 · Trier · | 23. Feb. 2007                              | Barackensiedlung Im Speyer | Hier stand von 1913 bis 1944 Barackensiedlung 'Im Speyer' | Bild gesucht Die Wikipedia wünscht sich an dieser Stelle ein Bild vom Ort mit diesen Koordinaten 49.745269 6.614913 . Motiv: Eurener Str. 73–75: die Stolpersteine für die Barackensiedlung 'Im Speyer', die Lage und das Haus Falls du dabei helfen möchtest, erklärt die Anleitung , wie das geht. BW | |
| Eurener Straße 73–75 · Trier · | 23. Feb. 2007                              | Johann Behr Jg. 1928 | Verlegt 1943 Landesanstalt Schloss Hartheim/Linz ermordet 5.6.1943 | | |
| Eurener Straße 73–75 · Trier · | 23. Feb. 2007                              | Peter Hartmann Jg. 1919 | Verhaftet 1942 Gefängnis Wittlich KZ Hinzert 1943 ermordet 18.12.1943 | | |
| Trierweilerweg 51 · Trier · | 23. Feb. 2007                              | Karl-Wilhelm-Theodor Schmitz | Verlegt 1943 Landesanstalt Schloss Hartheim/Linz ermordet 5.6.1943 | Bild gesucht Die Wikipedia wünscht sich an dieser Stelle ein Bild vom Ort mit diesen Koordinaten 49.752931 6.618146 . Motiv: Stolpersteine Trierweilerweg 51, Trier Falls du dabei helfen möchtest, erklärt die Anleitung , wie das geht. BW                                                            | |
| Im Schanken- · bungert 54 · Trier · | 23. Feb. 2007                              | Lina Willinger Jg 1909 | Eingewiesen 22.4.1943 'Heilanstalt' Andernach ermordet 27.4.1943 | Bild gesucht Die Wikipedia wünscht sich an dieser Stelle ein Bild vom Ort mit diesen Koordinaten 49.746064 6.613765 . Motiv: Stolpersteine Im Schankenbungert 54, Trier Falls du dabei helfen möchtest, erklärt die Anleitung , wie das geht. BW                                                        | |
| Eurener Straße 8 · Trier · | 22. Okt. 2011                              | Margaretha M. Dimmer Jg 1913 | Todesort 1941 Pflegeanstalt Freiburg | Bild gesucht Die Wikipedia wünscht sich an dieser Stelle ein Bild vom Ort mit diesen Koordinaten 49.751959 6.619814 . Motiv: Stolpersteine Eurener Straße 8, Trier Falls du dabei helfen möchtest, erklärt die Anleitung , wie das geht. BW                                                             | |
| Hornstraße 24 · Trier · | 23. Feb. 2007                              | Wilhelm Pfeil | | Bild gesucht Die Wikipedia wünscht sich an dieser Stelle ein Bild vom Ort mit diesen Koordinaten 49.757006 6.623539 . Motiv: Stolpersteine Hornstraße 24, Trier Falls du dabei helfen möchtest, erklärt die Anleitung , wie das geht. BW                                                                | |
| Böhmerstraße 29/30 · Trier · |                                            | Königliches Kaiser-Wilhelms-Gymnasium | Hier war das Königliche Kaiser-Wilhelms-Gymnasium mit Realgymnasium heute Humboldt- und Max-Planck-Gymnasium | | |
| Böhmerstraße 29/30 · Trier · | Heinrich Bassfreund                        | Heinrich Bassfreund Jg. 1886 Flucht 1938 Palästina | | | |
| Böhmerstraße 29/30 · Trier · | Wilhelm Boden                              | Wilhelm Boden Jg. 1890 Zwangsruhestand 1933 denunziert verhaftet 1936 Schauprozess 1939 Gefängnis Wittlich entlassen 6.9.1939                                                  | | | |
| Böhmerstraße 29/30 · Trier · | Eduard Haas                                | Eduard Haas Jg. 1884 verhaftet März 1942 Vergehen 'Heimtückegesetz' 1942 Buchenwald ermordet 8.7.1942                                                                          | | | |
| Böhmerstraße 29/30 · Trier · | Leo Haas                                   | Leo Haas Jg. 1881 'Schutzhaft' 1938 Sachsenhausen Schicksal unbekannt | | | |
| Böhmerstraße 29/30 · Trier · | Hans Hirsch                                | Hans Hirsch Jg. 1894 verhaftet 1943 'Fabrikaktion' Gefängnis Große Hamburger Str. nach Protesten entlassen mit Hilfe überlebt                                                  | | | |
| Böhmerstraße 29/30 · Trier · | Andreas 'André' Hoevel                     | Andreas 'André' Hoevel Jg. 1900 seit 1935 mehrmals verhaftet Sachsenhausen Buchenwald Todesurteil 26.6.1942 Frankfurt-Preungesheim hingerichtet 28.8.1942                      | | | |
| Böhmerstraße 29/30 · Trier · | Johannes Hoffmann                          | Johannes Hoffmann Jg. 1890 Flucht 1935 Frankreich Luxemburg 1941 Spanien Portugal Brasilien                                                                                    | | | |
| Böhmerstraße 29/30 · Trier · | Harry Isay                                 | Harry Isay Jg. 1887 Flucht 1933 Frankreich interniert Drancy deportiert 1942 ermordet in Auschwitz                                                                             | | | |
| Böhmerstraße 29/30 · Trier · | Moritz Kahn                                | Moritz Kahn Jg. 1890 deportiert 1943 Auschwitz ermordet 3.3.1943 | | | |
| Böhmerstraße 29/30 · Trier · | Josef Kasel                                | Josef Kasel Jg. 1881 'Schutzhaft' 1938 Gefängnis Magdeburg Buchenwald 30.11.1938 ermordet 30.11.1938                                                                           | | | |
| Böhmerstraße 29/30 · Trier · | Peter Lackas                               | Peter Lackas Jg. 1892 denunziert verhaftet 1940 'Wehrkraftzersetzung' Gefängnis Koblenz entlassen 1940 bis 1943 immer wieder verhaftet/entlassen                               | | | |
| Böhmerstraße 29/30 · Trier · | Josef Lazarus                              | Josef Lazarus Jg. 1894 Flucht 1938 Luxemburg 1941 USA | | | |
| Böhmerstraße 29/30 · Trier · | Otto Wolfgang Loeb                         | Otto Wolfgang Loeb Jg. 1898 Flucht 1937 England | | | |
| Böhmerstraße 29/30 · Trier · | Sigmund Loeb                               | Sigmund Loeb Jg. 1859 Flucht 1938 USA 1939 Holland interniert Westerbork interniert Vittel befreit                                                                             | | | |
| Böhmerstraße 29/30 · Trier · | Peter Marx                                 | Peter Marx Jg. 1871 Flucht 1933 Italien 1944 Vatikan | | | |
| Böhmerstraße 29/30 · Trier · | Walter Richard                             | Walter Richard Jg. 1895 deportiert 1942 Theresienstadt 1943 Auschwitz ermordet                                                                                                 | | | |
| Böhmerstraße 29/30 · Trier · | Ernst Simon Salomon                        | Ernst Simon Salomon Jg. 1894 verhaftet 28.8.1935 § 175 1936 verurteilt mehrere Gefängnisse deportiert 1942 Auschwitz ermordet 18.2.1943                                        | | | |
| Böhmerstraße 29/30 · Trier · | Leo Gustav Salomon                         | Leo Gustav Salomon Jg. 1894 verhaftet 28.8.1935 § 175 1936 verurteilt mehrere Gefängnisse ermordet 11.10.1942                                                                  | | | |
| Böhmerstraße 29/30 · Trier · | Simon Salomon                              | Simon Salomon Jg. 1873 deportiert 1942 Theresienstadt ermordet 27.3.1943 | | | |
| Böhmerstraße 29/30 · Trier · | Ernst Scheuer                              | Ernst Scheuer Jg. 1895 'Schutzhaft' 1938 Buchenwald Flucht England | | | |
| Böhmerstraße 29/30 · Trier · | Ernst Schneider                            | Ernst Schneider Jg. 1888 deportiert 1941 Lodz/Litzmannstadt ermordet | | | |
| Böhmerstraße 29/30 · Trier · | Siegfried Schwarz                          | Siegfried Schwarz Jg. 1886 Flucht 1935 Italien verhaftet 1941 Gefängnis Mailand entlassen 1944 interniert Ferramonti, Campli befreit                                           | | | |
| Böhmerstraße 29/30 · Trier · | Walter Sender                              | Walter Sender Jg. 1885 Flucht 1935 Frankreich mit Hilfe überlebt | | | |
| Brotstraße 14 · Trier · |                                            | Henriette Abrahamson | Hier wohnte Henriette Abrahamson geb. Steinweg Jg. 1866 Flucht 1939 Brasilien | Bild gesucht Die Wikipedia wünscht sich an dieser Stelle ein Bild vom Ort mit diesen Koordinaten 49.754642 6.640481 . Motiv: Brotstraße 14: die Stolpersteine für Familie Abrahamson, die Lage und das Haus Falls du dabei helfen möchtest, erklärt die Anleitung , wie das geht. BW                    | |
| Brotstraße 14 · Trier · | Louis Abrahamson                           | Hier wohnte Louis Abrahamson Jg. 1876 Zwangsschließung des Geschäftes gedemütigt/entrechtet tot 1. Feb. 1937                                                                   | Bild gesucht Die Wikipedia wünscht sich an dieser Stelle ein Bild vom hier behandelten Ort. Weitere Infos zum Motiv findest du vielleicht auf der Diskussionsseite . Falls du dabei helfen möchtest, erklärt die Anleitung , wie das geht. BW       | | |
| Brotstraße 14 · Trier · | Aron Ernst Abrahamson                      | Hier wohnte Aron Ernst Abrahamson Jg. 1914 Flucht 1937 Brasilien | Bild gesucht Die Wikipedia wünscht sich an dieser Stelle ein Bild vom hier behandelten Ort. Weitere Infos zum Motiv findest du vielleicht auf der Diskussionsseite . Falls du dabei helfen möchtest, erklärt die Anleitung , wie das geht. BW       | | |
| Brotstraße 14 · Trier · | Fritz Frederick Abrahamson                 | Hier wohnte Fritz Frederick Abrahamson Jg. 1914 Flucht 1937 Brasilien | Bild gesucht Die Wikipedia wünscht sich an dieser Stelle ein Bild vom hier behandelten Ort. Weitere Infos zum Motiv findest du vielleicht auf der Diskussionsseite . Falls du dabei helfen möchtest, erklärt die Anleitung , wie das geht. BW       | | |
| Brotstraße 44 · Trier · |                                            | Dr. Fritz Stern | Hier wohnte Dr. Fritz Stern Jg. 1902 Berufsverbot 1933 Flucht 1935 Palästina | | |
| Brotstraße 44 · Trier · | Hans Stern                                 | Hier wohnte Hans Stern Jg. 1906 Geschäft 'arisiert' 1935 Flucht 1936 Palästina                                                                                                 | | | |
| Brotstraße 44 · Trier · | Ruth Stern                                 | Hier wohnte Ruth Stern geb. Schiff Jg. 1911 Flucht 1936 Palästina | | | |
| Fleischstraße 46 · Trier · |                                            | Alfred Wolff | Hier wohnte Alfred Wolff Jg. 1926 deportiert 1943 Auschwitz KZ Dachau tot 20.5.1945 an Haftfolgen | Bild gesucht Die Wikipedia wünscht sich an dieser Stelle ein Bild vom Ort mit diesen Koordinaten 49.754464 6.637045 . Motiv: Fleischstraße 46: die Stolpersteine für die Familie Wolff, die Lage und das Haus Falls du dabei helfen möchtest, erklärt die Anleitung , wie das geht. BW                  | |
| Fleischstraße 68 · Trier · |                                            | Louis Scheuer | Hier wohnte Louis Scheuer Jg. 1872 als Karnevalist verfolgt Berufsverbot 1935 unfreiwillig verzogen 1936 Frankfurt/M. mit Hilfe überlebt | Bild gesucht Die Wikipedia wünscht sich an dieser Stelle ein Bild vom Ort mit diesen Koordinaten 49.75598 6.63947 . Motiv: Fleischstraße 68: die Stolpersteine für das Ehepaar Scheuer, die Lage und das Haus Falls du dabei helfen möchtest, erklärt die Anleitung , wie das geht. BW                  | |
| Fleischstraße 68 · Trier · | Barbara 'Betty' Scheuer                    | Hier wohnte Barbara 'Betty' Scheuer geb. Karkhammer Jg. 1879 unfreiwillig verzogen 1936 Frankfurt/M. mit Hilfe überlebt                                                        | Bild gesucht Die Wikipedia wünscht sich an dieser Stelle ein Bild vom hier behandelten Ort. Weitere Infos zum Motiv findest du vielleicht auf der Diskussionsseite . Falls du dabei helfen möchtest, erklärt die Anleitung , wie das geht. BW       | | |
| Hohenzollernstraße 13 · Trier · |                                            | Ernst Salomon | Hier wohnte Ernst Salomon Jg. 1894 verhaftet 1935 verurteilt §175 1936 Gefängnis Wittlich 1941 Gefängnis Bochum Gefängnis Wolfenbüttel deportiert 1943 Auschwitz ermordet 18.2.1943                                                                 | Bild gesucht Die Wikipedia wünscht sich an dieser Stelle ein Bild vom Ort mit diesen Koordinaten 49.7447 6.63327 . Motiv: Hohenzollernstraße 13: die Stolpersteine für Familie Salomon, die Lage und das Haus Falls du dabei helfen möchtest, erklärt die Anleitung , wie das geht. BW                  | Die Zwillingsbrüder Ernst (Simon) und Leo (Gustav) Salomon wurden am 3. Oktober 1894 in Trier geboren. Die Stolpersteine in der Hohenzollernstraße 13 wurden am 6. November 2017 verlegt. Am 26. Oktober 2020 wurden auf Initiative des Kulturvereins Kürenz e. V. am ehemaligen Standort des Kaiser-Wilhelm-Gymnasiums und Realgymnasiums (das damalige Schulgebäude existiert nicht mehr) Böhmerstraße/Ecke Nikolaus-Koch-Platz in Trier insgesamt 24 Steine für ehemalige, jüdische Schüler verlegt. Unter den 24 neuen Stolpersteinen befinden sich auch zwei Stolpersteine für Ernst Simon Salomon und Leo Gustav Salomon. |
| Hohenzollernstraße 13 · Trier · | Leo Salomon                                | Hier wohnte Leo Salomon Jg. 1894 verhaftet 1935 verurteilt §175 1936 Gefängnis Wittlich 1941 Gefängnis Bochum Gefängnis Wolfenbüttel tot 11.10.1942                            | Bild gesucht Die Wikipedia wünscht sich an dieser Stelle ein Bild vom hier behandelten Ort. Weitere Infos zum Motiv findest du vielleicht auf der Diskussionsseite . Falls du dabei helfen möchtest, erklärt die Anleitung , wie das geht. BW       | | |
| Im Avelertal · Trier · |                                            | | Opfer der Wehrmachtsjustiz auf dem Grüneberg hingerichtet | | |
| Im Avelertal · Trier · | Michael Diessbacher                        | Kanonier Michael Diessbacher Jg. 1910 erschossen 4.8.1940 | | | |
| Im Avelertal · Trier · | Anton Gras                                 | Schütze Anton Gras Jg. 1912 erschossen 23.12.1942 | | | |
| Im Avelertal · Trier · | Alfred Krämer                              | Gefreiter Alfred Krämer Jg. 1915 erschossen 21.08.1940 | | | |
| Im Avelertal · Trier · | Jakob Lessel                               | Kanonier Jakob Lessel Jg. 1913 erschossen 30.3.1943 | | | |
| Im Avelertal · Trier · | Franz-Xavier Matschilles                   | Schütze Franz-Xaver Matschilles Jg. 1920 erschossen 26. 6.1941 | | | |
| Im Avelertal · Trier · | Georg Schlegelmilch                        | Gefreiter Georg Schlegelmilch Jg. 1914 erschossen 23.12.1942 | | | |
| Im Avelertal · Trier · | Siegfried-Walter Schmidt                   | Schütze Siegfried Walter Schmidt Jg. 1912 erschossen 14.1.1943 | | | |
| Im Avelertal · Trier · | Werner-Bernhard Sopart                     | Kanonier Werner-Georg Sopart Jg. 1920 erschossen 25.6.1942 | | | |
| Im Avelertal · Trier · | Hans Studer                                | Funker Hans Studer Jg. 1920 erschossen 26.8.1942 | | | |
| Kochstraße 2 · Trier · | 13. Sep. 2021                              | Else Huth | Hier wohnte Else Huth geb. Blach Jg. 1879 deportiert 1941 Łodz/Litzmannstadt Chelmno/Kulmhof ermordet 9.5.1942 | | |
| Krahnenstraße 9 · Trier · | 22. Okt. 2011                              | Matthias Schmadel | Hier wohnte Matthias Schmadel eingewiesen 28.7.1941 Heilanstalt Hadamar ermordet 1941 Aktion T4 | | |
| Krahnenstraße 47 · Trier · |                                            | | Helenenhaus Internat für Taubstumme 1903 bis 1968 | | |
| Krahnenstraße 47 · Trier · |                                            | Karl Altmeyer | Karl Altmeyer Jg. 1922 zwangssterilisiert 9.7.1937 Elisabethkrankenhaus Trier als 'geheilt' entlassen 16.7.1937 | | |
| Krahnenstraße 47 · Trier · |                                            | Maria Juliana Becker | Maria Juliana Becker Jg. 1924 zwangssterilisiert 21.4.1938 Elisabethkrankenhaus als 'geheilt' entlassen | | |
| Krahnenstraße 47 · Trier · |                                            | Eva Bell | Eva Bell Jg. 1913 zwangssterilisiert 5.6.1935 Elisabethkrankenhaus als 'geheilt' entlassen | | |
| Krahnenstraße 47 · Trier · |                                            | Josef Biewer | Josef Biewer Jg. 1907 zwangssterilisiert 1942 Kreiskrankenhaus Saarburg als 'geheilt' entlassen | | |
| Krahnenstraße 47 · Trier · |                                            | Maria Biewer | Maria Biewer Jg. 1905 zwangssterilisiert 29.5.1942 Kreiskrankenhaus Saarburg als 'geheilt' entlassen | | |
| Krahnenstraße 47 · Trier · |                                            | Cäcilia Bootz | Cäcilia Bootz Jg. 1914 zwangssterilisiert 10.10.1936 Elisabethkrankenhaus als 'geheilt' entlassen 28.10.1936 | | [ 53 ] |
| Krahnenstraße 47 · Trier · |                                            | Elisabeth Burg | Elisabeth Burg Jg. 1920 zwangssterilisiert 27.8.1935 Kreiskrankenhaus Wittlich als 'geheilt' entlassen | | |
| Krahnenstraße 47 · Trier · |                                            | Theodor Busch | Theodor Busch Jg. 1906 zwangssterilisiert 12.8.1937 Elisabethkrankenhaus als 'geheilt' entlassen 29.8.1937 | | |
| Krahnenstraße 47 · Trier · |                                            | Bernhard Conrad | Bernhard Conrad Jg. 1911 zwangssterilisiert 7.2.1938 Elisabethkrankenhaus Birkenfeld als 'geheilt' entlassen 17.2.1938 | | |
| Krahnenstraße 47 · Trier · |                                            | Jakob Wilhelm Conrad | Jakob Wilhelm Conrad Jg. 1907 zwangssterilisiert 7.2.1938 Elisabethkrankenhaus Birkenfeld als 'geheilt' entlassen 17.2.1938 | | |
| Krahnenstraße 47 · Trier · |                                            | Maria Cordie | Maria Cordie Jg. 1920 zwangssterilisiert 24.6.1935 Elisabethkrankenhaus als 'geheilt' entlassen 10.7.1935 | | |
| Krahnenstraße 47 · Trier · |                                            | Hedwig Diederich | Hedwig Diederich Jg. 1918 zwangssterilisiert 26.11.1936 Elisabethkrankenhaus als 'geheilt' entlassen | | |
| Krahnenstraße 47 · Trier · |                                            | Josef Dusemund | Josef Dusemund Jg. 1915 zwangssterilisiert 18.9.1936 als 'geheilt' entlassen 26.9.1936 | | |
| Krahnenstraße 47 · Trier · |                                            | Martha Dusemund | Martha Dusemund Jg. 1913 zwangssterilisiert 17.8.1936 als 'geheilt' entlassen 3.10.1936 | | |
| Krahnenstraße 47 · Trier · |                                            | Peter Dusemund | Peter Dusemund Jg. 1921 zwangssterilisiert 4.3.1936 Bonn Universitätsklinik als 'geheilt' entlassen | | |
| Krahnenstraße 47 · Trier · |                                            | Albert Ehlen | Albert Ehlen Jg. 1921 zwangssterilisiert 12.2.1937 als 'geheilt' entlassen 20.2.1937 | | |
| Krahnenstraße 47 · Trier · |                                            | Klara Flesch | Klara Flesch geb. Jager Jg. 1923 zwangssterilisiert 23.7.1936 Elisabethkrankenhaus als 'geheilt' entlassen | | |
| Krahnenstraße 47 · Trier · |                                            | Regina Gemmel | Regina Gemmel Jg. 1920 zwangssterilisiert 5.10.1935 Elisabethkrankenhaus Trier als 'geheilt' entlassen | | |
| Krahnenstraße 47 · Trier · |                                            | Barbara Gilles | Barbara Gilles Jg. 1920 zwangssterilisiert 11.5.1937 Elisabethkrankenhaus als 'geheilt' entlassen 29.5.1937 | | |
| Krahnenstraße 47 · Trier · |                                            | Johann Gregorius | Johann Gregorius Jg. 1893 zwangssterilisiert 8.6.1939 Diakonie-Anstalten Bad Kreuznach als 'geheilt' entlassen | | |
| Krahnenstraße 47 · Trier · |                                            | Theodor Herrmann | Theodor Herrmann Jg. 1919 zwangssterilisiert 22.3.1944 Krankenhaus Saarbrücken als 'geheilt entlassen' | | |
| Krahnenstraße 47 · Trier · |                                            | Emil Heyen | Emil Heyen Jg. 1920 zwangssterilisiert 23.10.1935 Elisabethkrankenhaus Trier als 'geheilt' entlassen | | |
| Krahnenstraße 47 · Trier · |                                            | Margarethe Heyen | Margarethe Heyen Jg. 1920 zwangssterilisiert 10.10.1936 Elisabethkrankenhaus Trier als 'geheilt' entlassen | | |
| Krahnenstraße 47 · Trier · |                                            | Mara Helene Jacoby | Mara Helene Jacoby Jg. 1925 zwangssterilisiert 13.3.1942 Kreiskrankenhaus Saarburg als 'geheilt' entlassen 23.3.1942 | | |
| Krahnenstraße 47 · Trier · |                                            | Anna Jager | Anna Jager Jg. 1924 zwangssterilisiert 23.7.1936 Elisabethkrankenhaus als 'geheilt entlassen' | | |
| Krahnenstraße 47 · Trier · |                                            | Klara Jager | Klara Jager Jg. 1923 zwangssterilisiert 23.7.1936 Elisabethkrankenhaus als 'geheilt entlassen' | | |
| Krahnenstraße 47 · Trier · |                                            | Maria Helene Jakoby | Maria Helene Jakoby Jg. 1925 zwangssterilisiert 13.3.1942 Kreiskrankenhaus Saarburg als 'geheilt entlassen' | | |
| Krahnenstraße 47 · Trier · |                                            | Andreas Juchem | Andreas Juchem Jg. 1916 zwangssterilisiert 1.7.1938 Landeskrankenhaus Homburg/Saar als 'geheilt' entlassen Juli 1938 | | |
| Krahnenstraße 47 · Trier · |                                            | Maria Juchem | Maria Juchem zwangssterilisiert 9.7.1937 Landeskrankenhaus Homburg/Saar als 'geheilt' entlassen 13.7.1937 | | |
| Krahnenstraße 47 · Trier · |                                            | Hermine Kempf | Hermine Kempf Jg. 1911 zwangssterilisiert 9.4.1937 Landeskrankenhaus Homburg/Saar als 'geheilt' entlassen | | |
| Krahnenstraße 47 · Trier · |                                            | Vitus Konz | Vitus Konz Jg. 1906 eingewiesen 1920 Heilanstalt Süchteln 1939 Heilanstalt Andernach 'verlegt' 23.4.1941 Hadamar ermordet 23.4.1941 'Aktion T4' | | |
| Krahnenstraße 47 · Trier · |                                            | Elfriede Kruchten | Elfriede Kruchten Jg. 1921 zwangssterilisiert 25.11.1935 Krankenhaus Neuwied als 'geheilt' entlassen 7.12.1935 | | |
| Krahnenstraße 47 · Trier · |                                            | Erwin Kruchten | Erwin Kruchten Jg. 1919 zwangssterilisiert 6.1.1937 Elisabethkrankenhaus als 'geheilt' entlassen 15.1.1937 | | |
| Krahnenstraße 47 · Trier · |                                            | Gertrud Lambert | Gertrud Lambert Jg. 1921 zwangssterilisiert 6.1.1937 Elisabethkrankenhaus als 'geheilt' entlassen 21.10.1935 tot 25. Okt. 1935 | | |
| Krahnenstraße 47 · Trier · |                                            | August Lehberger | August Lehberger Jg. 1925 zwangssterilisiert 1943 Krankenhaus Saarbrücken als 'geheilt' entlassen | | |
| Krahnenstraße 47 · Trier · |                                            | Hans Lieser | Hans Lieser Jg. 1924 zwangssterilisiert 17.11.1941 Saarburg Krankenhaus als 'geheilt' entlassen 21.11.1941 | | |
| Krahnenstraße 47 · Trier · |                                            | Elisabeth Marx | Elisabeth Marx Jg. 1914 zwangssterilisiert 1937 Elisabethkrankenhaus Trier als 'geheilt' entlassen | | |
| Krahnenstraße 47 · Trier · |                                            | Matthias Marx | Matthias Marx Jg. 1918 zwangssterilisiert 1938 Elisabethkrankenhaus Trier als 'geheilt' entlassen | | |
| Krahnenstraße 47 · Trier · |                                            | Katharina Micheln | Katharina Micheln Jg. 1918 zwangssterilisiert 3.12.1936 Elisabethkrankenhaus als 'geheilt' entlassen | | |
| Krahnenstraße 47 · Trier · |                                            | Peter Micheln | Peter Micheln Jg. 1916 zwangssterilisiert 1936 Elisabethkrankenhaus als 'geheilt' entlassen | | |
| Krahnenstraße 47 · Trier · |                                            | Anna Perings | Anna Perings Jg. 1918 zwangssterilisiert 5.9.1936 Elisabethkrankenhaus als 'geheilt' entlassen 23.9.1936 | | |
| Krahnenstraße 47 · Trier · |                                            | Katharina Perings | Katharina Perings Jg. 1920 zwangssterilisiert 21.8.1935 Uni-Frauenklinik Köln als 'geheilt' entlassen 31.8.1935 | | |
| Krahnenstraße 47 · Trier · |                                            | Erich Scherer | Erich Scherer Jg. 1910 zwangssterilisiert Juli 1937 Krankenhaus Homburg/Saar als 'geheilt entlassen' | | |
| Krahnenstraße 47 · Trier · |                                            | Albert Schmitt | Albert Schmitt Jg. 1911 zwangssterilisiert 1941 Kreiskrankenhaus Saarburg als 'geheilt entlassen' | | |
| Krahnenstraße 47 · Trier · |                                            | Peter Schmitt | Peter Schmitt Jg. 1909 zwangssterilisiert 1941 Kreiskrankenhaus Saarburg als 'geheilt' entlassen | | |
| Krahnenstraße 47 · Trier · |                                            | Adam Surges | Adam Surges zwangssterilisiert 9.6.1936 Wittlich Krankenhaus als 'geheilt' entlassen 18.6.1936 | | |
| Krahnenstraße 47 · Trier · |                                            | Adolf Thiel | Adolf Thiel Jg. 1923 zwangssterilisiert 9.7.1937 Elisabethkrankenhaus Trier als 'geheilt' entlassen Juli 1937 | | |
| Krahnenstraße 47 · Trier · |                                            | Adolf Werwie | Adolf Werwie Jg. 1924 zwangssterilisiert 15.6.1938 Elisabethkrankenhaus als 'geheilt' entlassen 21.6.1938 | | |
| Krahnenstraße 47 · Trier · |                                            | Maria Winter | Maria Winter Jg. 1909 zwangssterilisiert 1938 Diakonie Krankenhaus Bad Kreuznach als 'geheilt' entlassen 1938 | | |
| Krahnenstraße 47 · Trier · |                                            | Otto Winter | Otto Winter Jg. 1912 zwangssterilisiert 5.1.1937 Diakonie Krankenhaus Bad Kreuznach als 'geheilt' entlassen 14.1.1937 | | |
| Neustraße 21 · Trier · | 13. Sep. 2021                              | Rosa Collinet | | Bild gesucht Die Wikipedia wünscht sich an dieser Stelle ein Bild vom Ort mit diesen Koordinaten 49.752227 6.638399 . Motiv: Neustraße 21: der Stolperstein für Rosa Collinet, die Lage und das Haus Falls du dabei helfen möchtest, erklärt die Anleitung , wie das geht. BW                           | |
| Neustraße 92 · Trier · | 22. Apr. 2015                              | Jakob Herrmann | Hier wohnte Jakob Herrmann Jg. 1886 deportiert 16.10.1941 Łodz ermordet 30.10.1941 | Bild gesucht Die Wikipedia wünscht sich an dieser Stelle ein Bild vom Ort mit diesen Koordinaten 49.752876 6.638941 . Motiv: Neustraße 92: die Stolpersteine für die Familie Herrmann, die Lage und das Haus Falls du dabei helfen möchtest, erklärt die Anleitung , wie das geht. BW                   | |
| Neustraße 92 · Trier · | 22. Apr. 2015                              | Irma Herrmann | Hier wohnte Irma Herrmann geb. David Jg. 1904 deportiert 16.10.1941 ermordet in Łodz | Bild gesucht Die Wikipedia wünscht sich an dieser Stelle ein Bild vom hier behandelten Ort. Weitere Infos zum Motiv findest du vielleicht auf der Diskussionsseite . Falls du dabei helfen möchtest, erklärt die Anleitung , wie das geht. BW                                                           | |
| Neustraße 92 · Trier · | 22. Apr. 2015                              | Bernhard Herrmann | Hier wohnte Bernhard Herrmann Jg. 1923 deportiert 16.10.1941 Łodz ermordet 23.6.1944 Chelmno | Bild gesucht Die Wikipedia wünscht sich an dieser Stelle ein Bild vom hier behandelten Ort. Weitere Infos zum Motiv findest du vielleicht auf der Diskussionsseite . Falls du dabei helfen möchtest, erklärt die Anleitung , wie das geht. BW                                                           | |
| Neustraße 92 · Trier · | 22. Apr. 2015                              | Robert Herrmann | Hier wohnte Robert Herrmann Jg. 1925 deportiert 16.10.1941 Łodz ermordet 7.11.1941 | Bild gesucht Die Wikipedia wünscht sich an dieser Stelle ein Bild vom hier behandelten Ort. Weitere Infos zum Motiv findest du vielleicht auf der Diskussionsseite . Falls du dabei helfen möchtest, erklärt die Anleitung , wie das geht. BW                                                           | |
| Neustraße 92 · Trier · | 22. Apr. 2015                              | Erich Herrmann | Hier wohnte Erich Herrmann Jg. 1929 deportiert 16.10.1941 Łodz ermordet 30.10.1941 | Bild gesucht Die Wikipedia wünscht sich an dieser Stelle ein Bild vom hier behandelten Ort. Weitere Infos zum Motiv findest du vielleicht auf der Diskussionsseite . Falls du dabei helfen möchtest, erklärt die Anleitung , wie das geht. BW                                                           | |
| Paulinstraße 92 · Trier · | 13. Sep. 2021                              | Adele Elsbach | | Bild gesucht Die Wikipedia wünscht sich an dieser Stelle ein Bild vom Ort mit diesen Koordinaten 49.762151 6.647876 . Motiv: Paulinstraße 9: der Stolperstein für Adele Elsbach, die Lage und das Haus Falls du dabei helfen möchtest, erklärt die Anleitung , wie das geht. BW                         | |
| Sichelstraße 3 · Trier · |                                            | | Hier lernten Kaiser-Wilhelm-Gymnasium 1914–1948 | | |
| Sichelstraße 3 · Trier · | 18. Nov. 2012                              | Isaak Julius Samuel | Hier lernte Isaak Julius Samuel Jg. 1902 verzogen 1930 Norwegen Landesrabbiner deportiert 1942 Auschwitz ermordet 16.12.1942 | | Studienort |
| Sichelstraße 3 · Trier · |                                            | Ernst Abrahamsohn | Ernst Abrahamsohn Jg. 1914 Flucht 1937 Brasilien | | |
| Sichelstraße 3 · Trier · |                                            | Adolf Altmann | Hier lehrte Adolf Altmann Jg. 1879 Flucht 1938 Holland interniert Westerbork deportiert 1944 Theresienstadt ermordet 7.7.1944 Auschwitz | | |
| Sichelstraße 3 · Trier · |                                            | Alexander Altmann | Alexander Altmann Jg. 1906 Flucht 1938 England | | |
| Sichelstraße 3 · Trier · |                                            | Erwin Altmann | Erwin Altmann Jg. 1908 Flucht 1934 Holland 1939 USA | | |
| Sichelstraße 3 · Trier · |                                            | Hermann Bassfreund | Hermann Bassfreund Jg. 1897 deportiert 1940 Gurs Flucht El Salvador | | |
| Sichelstraße 3 · Trier · |                                            | Jürgen Bassfreund | Jürgen Bassfreund Jg. 1923 deportiert 1943 Auschwitz Groß-Rosen Dachau befreit | | |
| Sichelstraße 3 · Trier · |                                            | Arthur Ermann | Arthur ermordet Jg. 1900 Flucht USA | | |
| Sichelstraße 3 · Trier · |                                            | Manfred Fisch | Hier lernte Manfred Fisch Jg. 1907 Flucht 1937 Palästina | | |
| Sichelstraße 3 · Trier · |                                            | Wolfgang Glaesser | Hier lernte Wolfgang Glaesser Jg. 1908 verhaftet 1933 'Heimtücke' Freispruch Flucht 1935 CSR 1938 Jugoslawien Italien Schweiz | | |
| Sichelstraße 3 · Trier · |                                            | Bernhard Leonhard Herrmann | Bernhard Leonhard Herrmann Jg. 1923 Flucht 1934 Luxemburg deportiert 1941 Łodz/Litzmannstadt 1944 Chelmno/Kulmhof ermordet | | |
| Sichelstraße 3 · Trier · |                                            | Heinz Kahn | Heinz Kahn Jg. 1922 deportiert 1943 Auschwitz Buchenwald befreit | | |
| Sichelstraße 3 · Trier · |                                            | Ernst Lazarus | Ernst Lazarus Jg. 1904 Flucht 1936 Argentinien | | |
| Sichelstraße 3 · Trier · |                                            | Fritz Lazarus | Fritz Lazarus Jg. 1900 Flucht 1935 Luxemburg Frankreich interniert Drancy deportiert 1942 ermordet in Auschwitz | | |
| Sichelstraße 3 · Trier · |                                            | Hans Lazarus | Hans Lazarus Jg. 1900 Flucht 1937 Argentinien | | |
| Sichelstraße 3 · Trier · |                                            | Marcel Leib | Marcel Leib Jg. 1907 Flucht 1938 Palästina | | |
| Sichelstraße 3 · Trier · |                                            | Ernst Levy | Ernst Levy Jg. 1908 Flucht 1938 Frankreich 1938 USA | | |
| Sichelstraße 3 · Trier · |                                            | Richard Milton | Richard Milton Jg. 1923 Flucht 1936 Palästina | | |
| Sichelstraße 3 · Trier · |                                            | Johann Otto | Johann Otto Jg. 1912 verhaftet 16.2.1943 Dachau befreit | | |
| Sichelstraße 3 · Trier · |                                            | Helmut Pappenheim | Hier lernte Helmut Pappenheim Jg. 1901 Flucht Holland | | |
| Sichelstraße 3 · Trier · |                                            | Paul Sänger | Paul Sänger Jg. 1901 Flucht 1938 Argentinien | | |
| Sichelstraße 3 · Trier · |                                            | Heinrich Schloss | Heinrich Schloss Jg. 1902 Flucht 1935 Luxemburg deportiert 1941 Łodz/Litzmannstadt ermordet 5.4.1943 | | |
| Sichelstraße 3 · Trier · |                                            | Hans Stern | Hans Stern Jg. 1906 Flucht Palästina | | |
| Sichelstraße 3 · Trier · |                                            | Julius Wolf | Julius Wolf Jg. 1894 deportiert 1942 Schicksal unbekannt | | |
| Sichelstraße 3 · Trier · |                                            | Gerhard Wolf-Heidegger | Gerhard Wolf-Heidegger Jg. 1910 Flucht 1937 Schweiz | | |
| Sichelstraße 3 · Trier · |                                            | Norbert Nathan Wohlgemuth | Hier lernte Norbert Nathan Wohlgemuth Jg. 1908 Flucht 1934 Schweden | | |
| Simeonstraße 60 · Trier · |                                            | Esther Wolff | Hier wohnte Esther Wolff geb. Levy Jg. 1871 deportiert Theresienstadt tot 7.3.1945 | Bild gesucht Die Wikipedia wünscht sich an dieser Stelle ein Bild vom Ort mit diesen Koordinaten 49.759652 6.643634 . Motiv: Stadtmuseum Trier: der Stolperstein für Esther Wolff Falls du dabei helfen möchtest, erklärt die Anleitung , wie das geht. BW                                              | der Stolperstein konnte im Februar 2005 nicht verlegt werden, weil der Hauseigentümer es nicht erlaubte. Seither liegt der Stolperstein im Stadtmuseum. |
| Spielesplatz 7 · Trier · |                                            | Matthias Ertz | Hier wohnte Matthias Ertz Jg. 1898 verhaftet 21.8.1938 Sachsenhausen 1940 Mauthausen ermordet 19.3.1940 | | |
| St.-Helena-Straße 39 · Trier · | 13. Sep. 2021                              | Gertrud Nossem | Hier wohnte Gertrud Nossem Jg. 1922 'eingewiesen' Heilanstalt Süchteln ermordet 22.11.1941 | | |
| Theodor-Heuss-Allee 8 · Trier · | 3. Feb. 2023                               | Dr. Paul Steinberg Jg. 1889 | Hier wohnte Dr. Paul Steinberg Jg. 1889 Berufsverbot Flucht 1936 Palästina | | [ 55 ] |
| Theodor-Heuss-Allee 8 · Trier · | 3. Feb. 2023                               | Dr. Margarete Steinberg geb. Hirschland Jg. 1890 | Hier wohnte Dr. Margarete Steinberg geb. Hirschland Jg. 1890 Berufsverbot Flucht 1936 Palästina | | |
| Theodor-Heuss-Allee 8 · Trier · | 3. Feb. 2023                               | Wolfgang Steinberg Jg. 1918 | Hier wohnte Wolfgang Steinberg Jg. 1918 Flucht 1936 Palästina | | |
| Theodor-Heuss-Allee 8 · Trier · | 3. Feb. 2023                               | Lea Pauline Steinberg Jg. 1924 | Hier wohnte Lea Pauline Steinberg Jg. 1924 Flucht 1936 Palästina | | |
| Zurlaubener Ufer 89 · Trier · | 30. Okt. 2018                              | Damian Reis | Zurlaubener Ufer 89 wohnte Damian Reis Jg. 1895 seit 1936 mehrfach verhaftet verurteilt § 175 1942 Sachsenhausen 'Aktion Klinker' ermordet 11.8.1942                                                                                                | | [ 56 ] |
| Lindenstraße 32 · Trier · | 8. Nov. 2024                               | Helena Meyer | Hier wohnte Helena Meyer Jg. 1882 deportiert 1942 Ghetto Bełzyce Theresienstadt ermordet 1943 | | [ 57 ] |
| Katharinenufer 2 · Trier · | 8. Nov. 2024                               | Wally Gross | Hier wohnte Wally Gross geb. Fels JG. 1887 verzogen München deportiert 1941 Kowno/Kaunas Fort IX ermordet 25.11.1941 | | [ 58 ] |
| Auf dem Petrisberg 1 · Trier · | 19. Mai 2025                               | Stalag XII D | 1940-1945 Trier Petrisberg \|Kriegsgefangenenlager Stalag XII D 16000 Inhaftierte Polen, Russen, Belgier, Franzosen, ab 1941 Spanier Alle als Zwangsarbeiter in Fabriken, Bauernhöfen, privat eingesetzt Viele deportiert -KZ Mauthausen - KZ Gusen | | [ 59 ] |